# Biografielijst Ca

## Caa

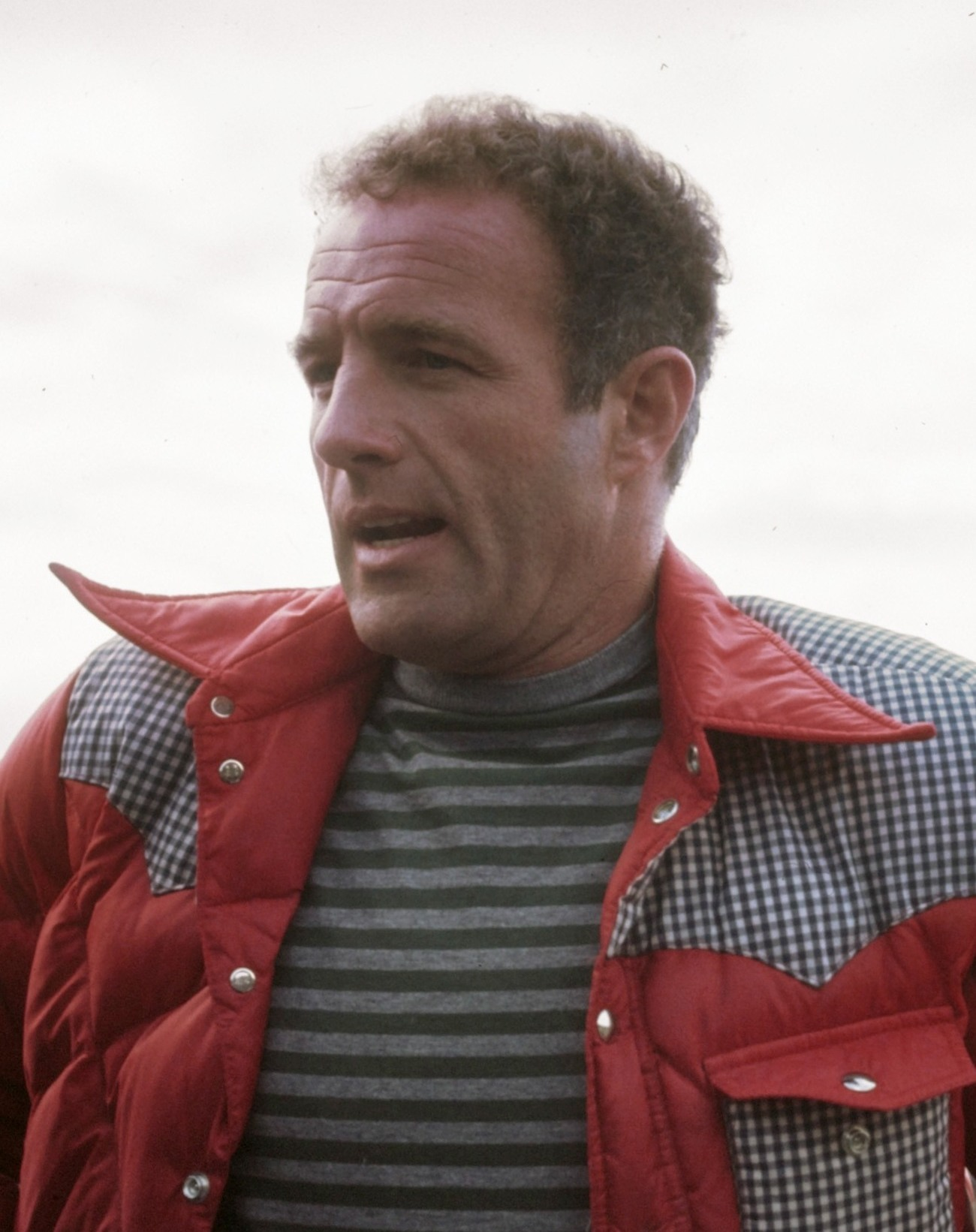
James Caan

- James Caan (1940-2022), Amerikaans acteur
- Scott Caan (1976), Amerikaans acteur

## Cab
- Montserrat Caballé (1933-2018), Spaans sopraan
- Denia Caballero (1990), Cubaans atlete
- Colt Cabana, pseudoniem van Scott Colton (1980), Amerikaans worstelaar
- Henriëtte (Jetje) Cabanier, geboren als Henriëtte Cuypers (1891-1981), Belgisch actrice
- Pierre Jean Georges Cabanis (1757-1808), Frans fysioloog, filosoof en politicus
- Víctor Cabedo (1989-2012), Spaans wielrenner
- Abraham Cabeliau (ca. 1560-1645), Nederlands zeekapitein
- Niccolò Cabeo (1586-1650), Italiaans Jezuïet en natuurfilosoof
- Étienne Cabet (1788-1856), Frans filosoof
- Nicola Cabibbo (1935-2010), Italiaans natuurkundige
- Tomas Cabili (1903-1957), Filipijns senator
- Stuart Cable (1970-2010), Brits muzikant
- John Cabot (ca. 1455-ca. 1498), Venetiaans ontdekkingsreiziger
- Sebastian Cabot (1476-1557), Venetiaans-Engels ontdekkingsreiziger
- Susan Cabot (1927-1986), Amerikaans actrice
- Angelique Cabral (1979), Amerikaans actrice
- Facundo Cabral (1937-2011), Argentijns singer-songwriter
- Jerson Cabral (1991), Nederlands voetballer
- Luis Cabral (1931-2009), Guinee-Bissaus politicus
- Pedro Álvares Cabral (+1526), Portugees zeevaarder
- Evaldo Cabral de Mello (1936), Braziliaans historicus en geschiedschrijver
- Alexis Cabrera (1976), Cubaans schaker
- Benedicto Reyes (Ben) Cabrera (1942), Filipijns kunstschilder
- Delfo Cabrera (1919-1981), Argentijns atleet
- Nelson Cabrera (1967), Uruguayaans voetballer
- Samuel Cabrera (1960-2022), Colombiaans wielrenner
- Wilmer Cabrera (1967), Colombiaans voetballer
- Antonio Cabrini (1957), Italiaans voetballer en voetbaltrainer

## Cac
- Cacamatzin (1483-1520), Azteeks edelman
- Agostino Cacciavillan (1926-2022), Italiaans kardinaal
- Giulio Caccini (ca. 1545-1618), Italiaans zanger en componist
- Kurt Caceres (1972), Amerikaans acteur
- Maite Cáceres (2002), Uruguayaans autocoureur
- Fermín Cacho (1969), Spaans atleet

## Cad

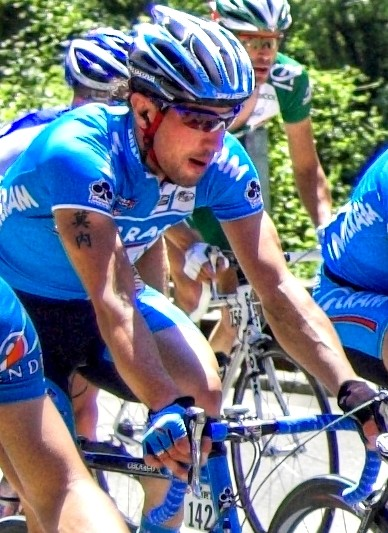
Simone Cadamuro (2006)

- Pietro Cadalus (+1072), bekend als Honorius II, tegenpaus (1061-1072)
- Simone Cadamuro (1976), Italiaans wielrenner
- Cathy Cade (1942-2024), Amerikaans kunstenares
- Erik Cadée (1984), Nederlands atleet
- Jean-Daniel Cadinot (1944-2008), Frans homo-erotisch gerichte pornoregisseur, filmmaker en -fotograaf
- Inga Cadranel (1978), Canadees actrice

## Cae
- Aulus Caecina Alienus (+ca. 79), Romeins politicus, senator en militair
- Gaius Silius Aulus Caecina Largus (1e eeuw v.Chr.-24), Romeins consul in 13 en veldheer
- Florent Caelen (1989), Belgisch atleet
- Adolph Caesar (1933-1986), Amerikaans acteur
- Sid Caesar (1922-2014), Amerikaans komiek en acteur

## Caf
- Ashley Lyn Cafagna (1983), Amerikaans actrice en model
- João Fernandes Campos Café Filho (1899-1970), Braziliaans president

## Cag
- Nicolas Cage (1964), Amerikaans acteur
- Antonio Caggiano (1889-1979), Argentijns kardinaal
- Buddy Cagle (1930), Amerikaans autocoureur
- James Cagney (1899-1986), Amerikaans filmacteur

## Cah
- Erin Cahill (1980), Amerikaans actrice
- Kerry Cahill, Amerikaanse actrice
- Ernst Cahn (1889-1941), Nederlands verzetsstrijder

## Cai
- Cai Xuetong (1993), Chinees snowboardster
- Allan Caidic (1963), Filipijns basketballer
- Jean-Philippe Caillet (1977), Frans voetballer
- Louis Paul Cailletet (1832-1913), Frans natuurkundige en uitvinder
- Roger Caillois (1913-1978), Frans schrijver en socioloog
- Daniele Caimmi (1972), Italiaans atleet
- Ashley Cain (1995), Amerikaans kunstschaatsster
- James M. Cain (1892-1977), Amerikaans romanschrijver, scenarist en journalist
- Peter Cain (1958), Australisch kunstschaatser
- Toi Aukuso Cain (ca. 1932-2009), Samoaans politicus
- Michael Caine (1933), Brits acteur
- Edgar Cairo (1948-2000), Surinaams schrijver
- Ellery Cairo (1978), Nederlands voetballer
- Willy Cairo (1915-1977), Surinaams politicus
- Matteo Cairoli (1996), Italiaans autocoureur

## Caj
- Santiago Ramón y Cajal (1852-1934), Spaans histoloog en Nobelprijswinnaar
- Stanko Cajnkar (1900-1977), Sloveens schrijver
- Cajus (+296), paus (283-296)

## Cak
- Jonathan Cake (1967), Brits acteur

## Cal

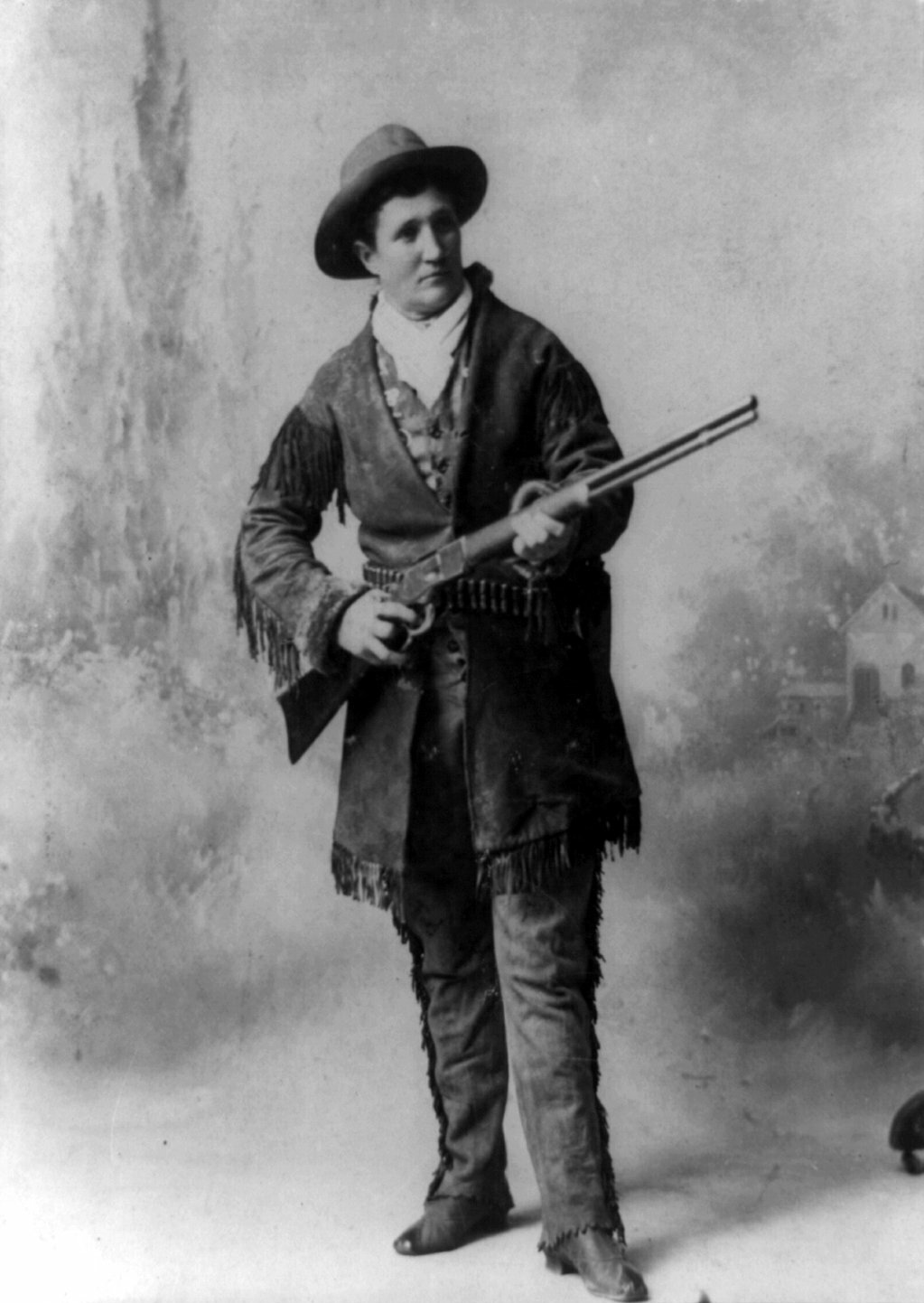
Calamity Jane

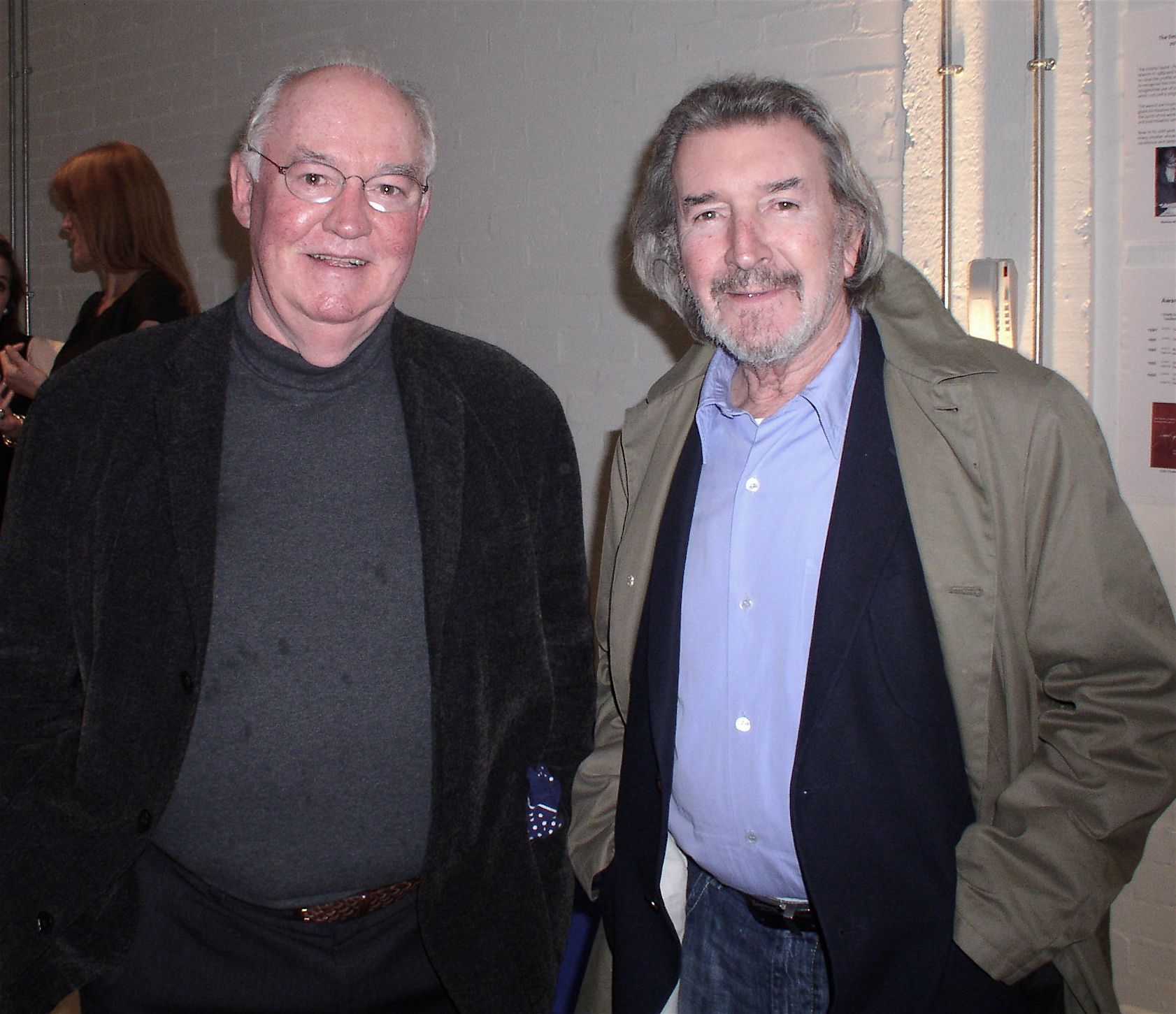
David Calder (links), 2009

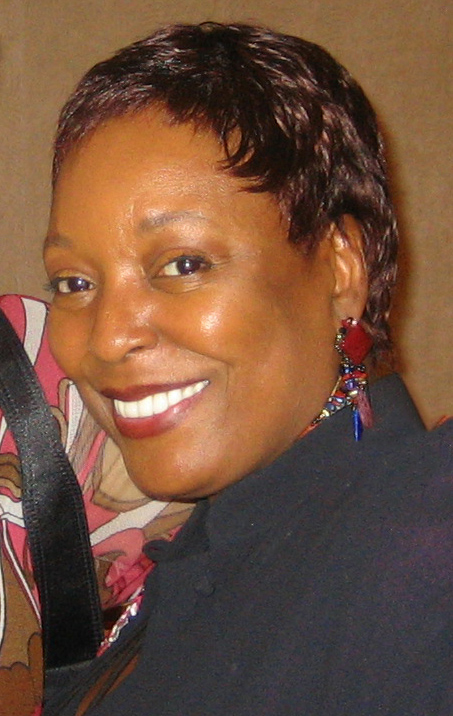
L. Scott Caldwell, 2007

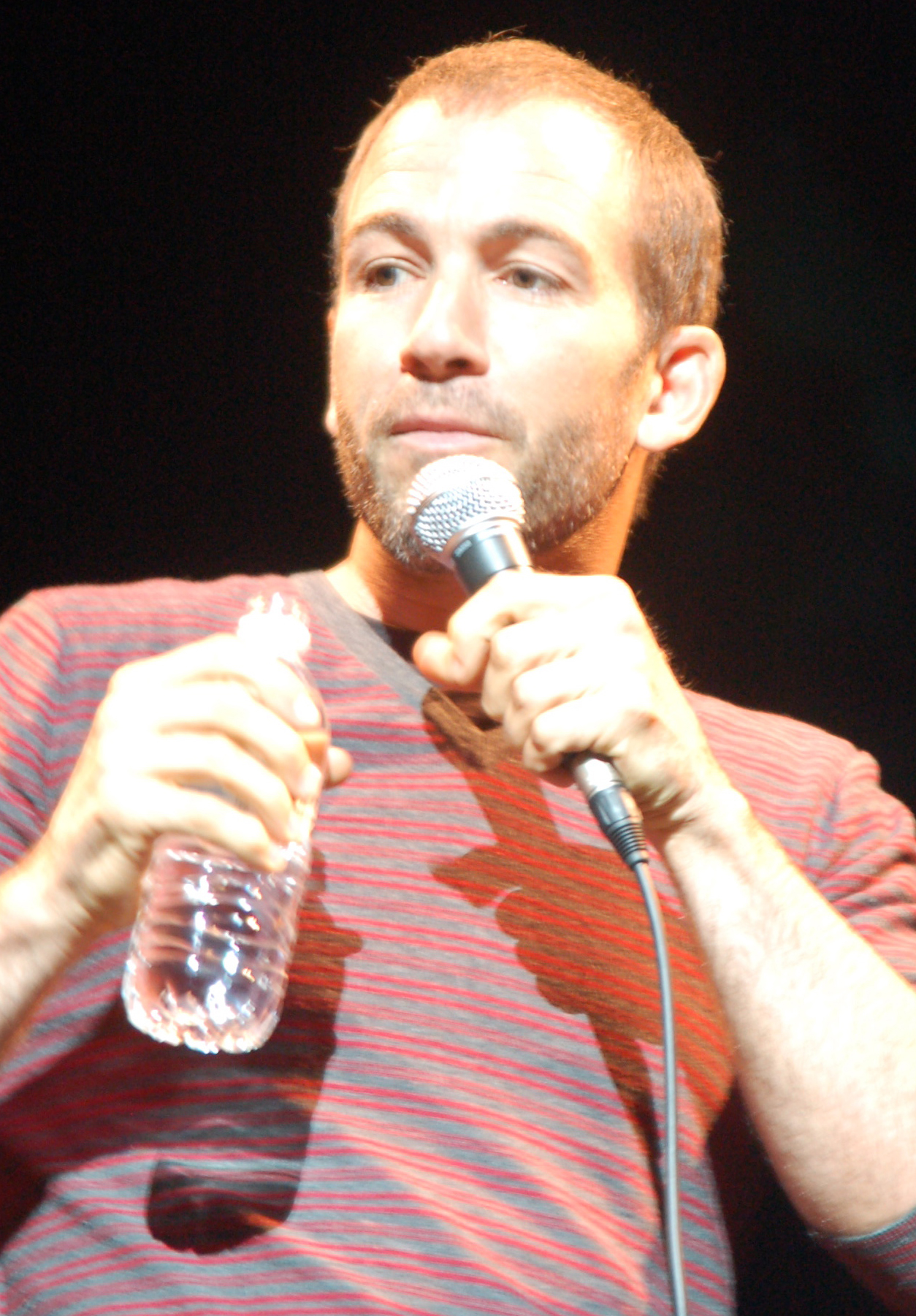
Bryan Callen (2011)

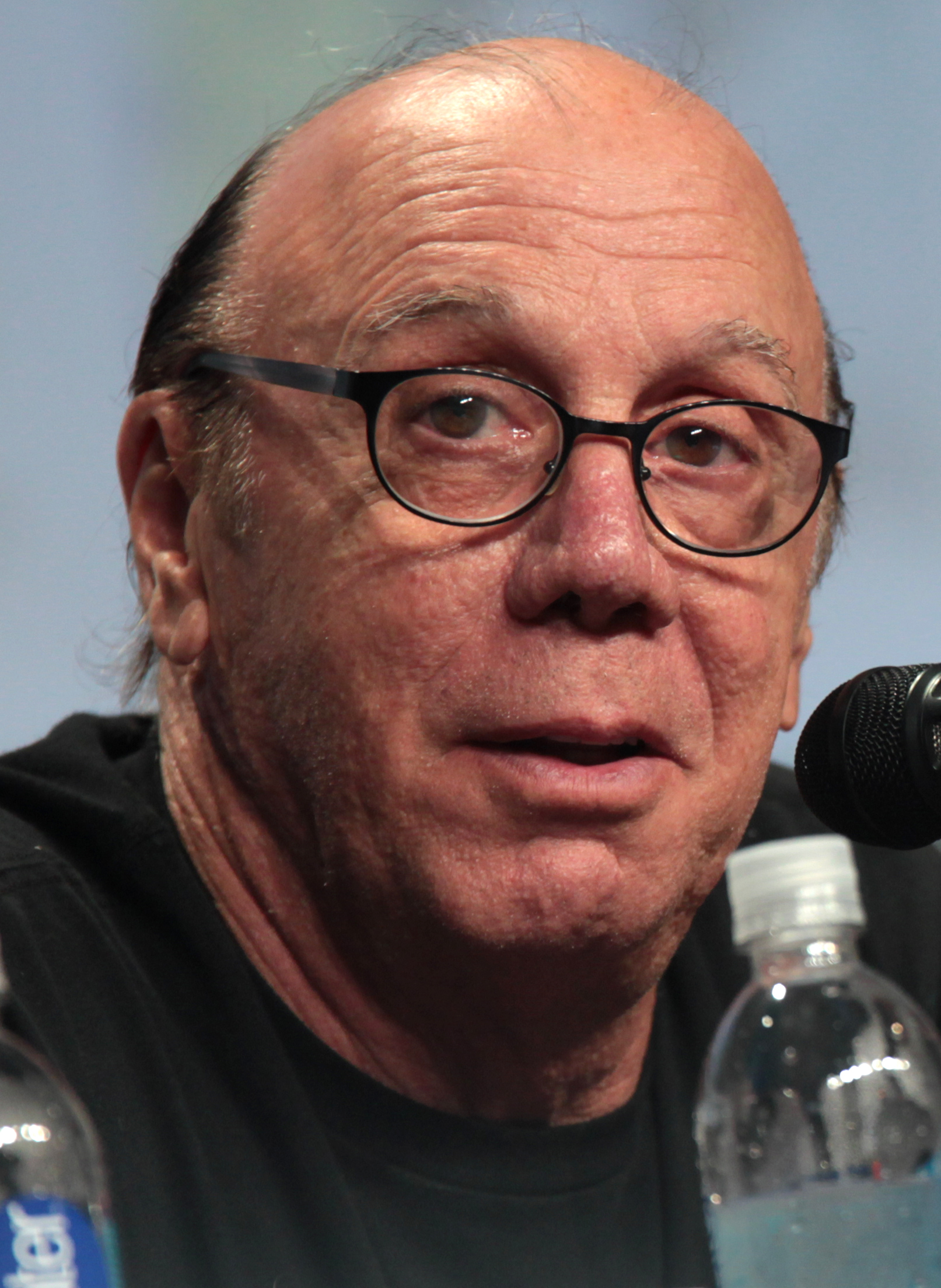
Dayton Callie, 2014

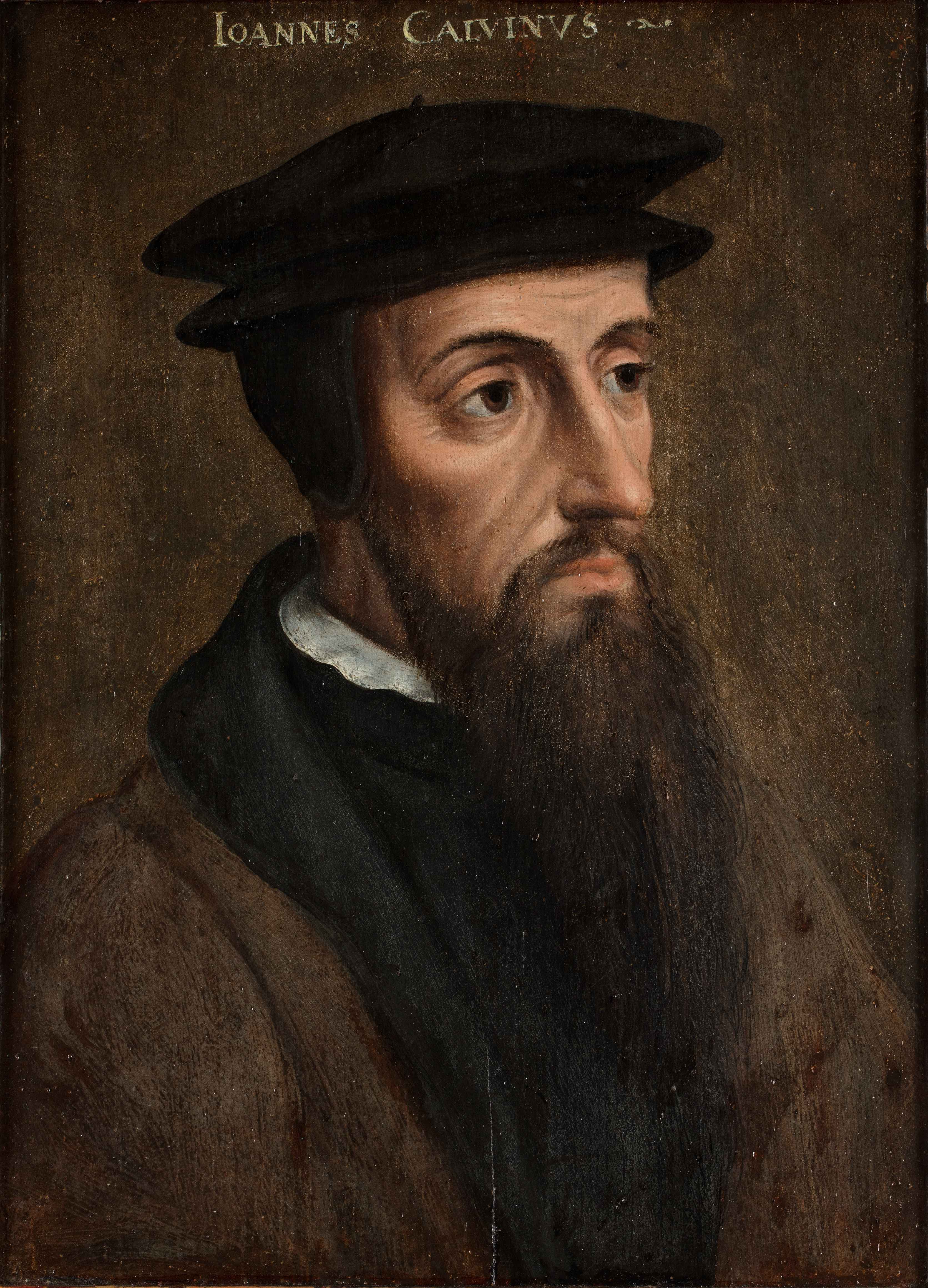
Johannes Calvijn

- Eugenio Calabi (1923-2023), Italiaans-Amerikaans wiskundige
- Lucas Calabrese (1986), Argentijns zeiler
- James Calado (1989), Brits autocoureur
- Luigi Calamatta (1801/1802-1869), Italiaans graveur
- Mauro Calamia (1992), Zwitsers autocoureur
- Calamity Jane, geboren als Martha Jane Cannary (1852-1903), Amerikaans avonturierster
- Pieter Caland (1826-1902), Nederlands waterbouwkundige
- Zulia Inés Calatayud Torres (1979), Cubaans atlete
- Álex Calatrava (1973), Spaans tennisser
- Santiago Calatrava (1951), Spaans architect
- Mark William Calaway (1965), Amerikaans professioneel worstelaar
- Pedro Pablo Calbimonte (1991), Boliviaans autocoureur
- Clare Calbraith (1974), Brits actrice
- Hil van Calcar (1920-2013), Nederlands kunstschilder, tekenaar, lithograaf
- Mark John Calcavecchia (1960), Amerikaans golfer
- Andrea Caldarelli (1990), Italiaans autocoureur
- Andy Caldecott (1964-2006), Australisch motorcoureur
- Winston Caldeira (1941), Surinaams consultant en politicus
- David Calder (1946), Brits acteur
- Roberto Calderoli (1956), Italiaans politicus
- Felipe Calderón Hinojosa (1962), president van Mexico (2006-2012)
- Paul Calderón (1959), Puerto Ricaans acteur, filmproducent en scenarioschrijver
- Pedro Calderón de la Barca (1600-1681), Spaanse dramaturg
- Tatiana Calderón (1993), Colombiaans autocoureur
- Antonino Calderone (1935-2013), Italiaans maffioso
- Jimmy Calderwood (1955-2025}, Schots voetballer en trainer
- Ashley Caldwell (1993), Amerikaans freestyleskiester
- Erskine Caldwell (1903-1987), Amerikaans schrijver
- Hilary Caldwell (1991), Canadees zwemster
- L. Scott Caldwell (1950), Amerikaans actrice
- Olli Caldwell (2002), Brits autocoureur
- Sophie Caldwell (1990), Amerikaans langlaufster
- Hrvoje Čale (1985), Kroatisch voetballer
- Louis Calebout (1928-2010), Belgisch bokser
- Miguel Ángel Calero (1971), Colombiaans voetballer
- Duje Ćaleta-Car (1996), Kroatisch voetballer
- Don Calfa (1939), Amerikaans acteur en filmproducent
- Lee Calhoun (1933-1989), Amerikaans atleet
- William L. Calhoun (1970), bekend als WC, Amerikaans rapper
- Caligula (12-41), princeps van Rome (37-41)
- Ahmet Çalık (1994-2022), Turks voetballer
- Rıza Çalımbay (1963), Turks voetballer en voetbaltrainer
- Elize Marie Calisch (1877-1964), Nederlands onderwijzeres
- Calixtus I († 222), paus (217-222)
- Calixtus II, geboren als Guido van Bourgondië (ca. 1060-1124), paus (1119-1124)
- Calixtus III, geboren als Johannes van Struma († ca. 1179), tegenpaus (1168-1178)
- Calixtus III, geboren als Alonso de Borja (1378-1458), paus (1455-1458)
- Briken Calja (1990), Albanees gewichtheffer
- Edwin van Calker (1979), Nederlands bobsleeër en atleet
- Konstantīns Calko (1994), Lets autocoureur
- David Call (1982), Amerikaans acteur
- Nancy Callaerts (1971), Belgisch atlete
- Bill Callahan (1966), Amerikaans singer-songwriter
- Peter Callahan (1991), Amerikaans/Belgisch atleet
- K Callan (1936), Amerikaans actrice
- Nicholas Callan (1799-1864), Iers priester, wetenschapper en uitvinder
- Maria Callas (1923-1977), Grieks-Amerikaans operazangeres
- Hester Wilhelmina Callenburgh Baartmans (1739–1826), Nederlandse dichteres
- Emmanuel Callender (1984), atleet van Trinidad en Tobago
- Ann Hampton Callaway (1958), Amerikaans zangeres, componiste, tekstschrijfster, pianiste en actrice
- Cecilia Callebert (1884-1978), Vlaams musica
- Karel Callebert (1837-1900), Vlaams schrijver
- Bryan Callen (1967), Amerikaans acteur, filmproducent, scenarioschrijver en komiek
- Els Callens (1970), Belgisch tennisster
- Karlos Maurice Callens (1947-2023), Belgisch politicus
- Agustín Calleri (1976), Argentijns tennisser
- Plutarco Elías Calles (1877-1945), president van Mexico (1924-1928)
- Jan Callewaert (1956-2022), Belgisch ondernemer en voetbalbestuurder
- William Calley (1943-2024), Amerikaans luitenant en oorlogsmisdadiger
- Luc Calliauw (1928-2021), Belgisch neurochirurg en hoogleraar
- Dayton Callie (1946), Amerikaans acteur, filmproducent en scenarioschrijver
- Callimachus (5e eeuw v.Chr.), Grieks beeldhouwer
- Jacques Callot (1592-1635), Frans kunstschilder, tekenaar en graveur
- Cab Calloway (1907-1994), Amerikaans jazzzanger en bandleider
- Jordan Calloway (1990), Amerikaans acteur
- Ashley Callus (1979), Australisch zwemmer
- Alain Calmat (1940), Frans kunstschaatser
- George Calnan (1900-1933), Amerikaans schermer
- Ernest van Caloen (1859-1937), Belgisch politicus
- Jacques Calonne (1930-2022), Belgisch musicus en beeldend kunstenaar
- Calpurnius Siculus (1e eeuw n.Chr.), Romeins bucolisch dichter
- Gaius Calpurnius Piso († voor 49 v.Chr.), Romeins consul in 67 v.Chr
- Adolphe-Félix Cals (1810-1880), Frans impressionistisch kunstschilder en graficus
- Jo Cals (1914-1971), premier van Nederland (1965-1966)
- Jacques De Caluwé (1934-2021), Belgisch voetballer
- Emma Calvé (1858-1942), Frans sopraan
- Caroline Calvé (1978), Canadees snowboardster
- Dominic Calvert-Lewin (1997), Engels voetballer
- Roberto Calvi (1920-1982), Italiaans bankier
- Johannes Calvijn (1509-1564), Frans-Zwitsers christelijk theoloog en kerkhervormer
- Daniel Calvo (1979), Spaans-Belgisch voetbalspeler
- Edmond-François Calvo (1892-1957), Frans striptekenaar
- Javier Calvo (1991), Spaans acteur
- Kristof Calvo (1987), Belgisch politicus
- Toni Calvo (1987), Spaans voetballer
- Leopoldo Calvo-Sotelo (1926-2008), Spaans politicus en zakenman
- Sylvain Calzati (1979), Frans wielrenner
- Temistocle Calzecchi Onesti (1853-1922), Italiaans natuurkundige en uitvinder

## Cam

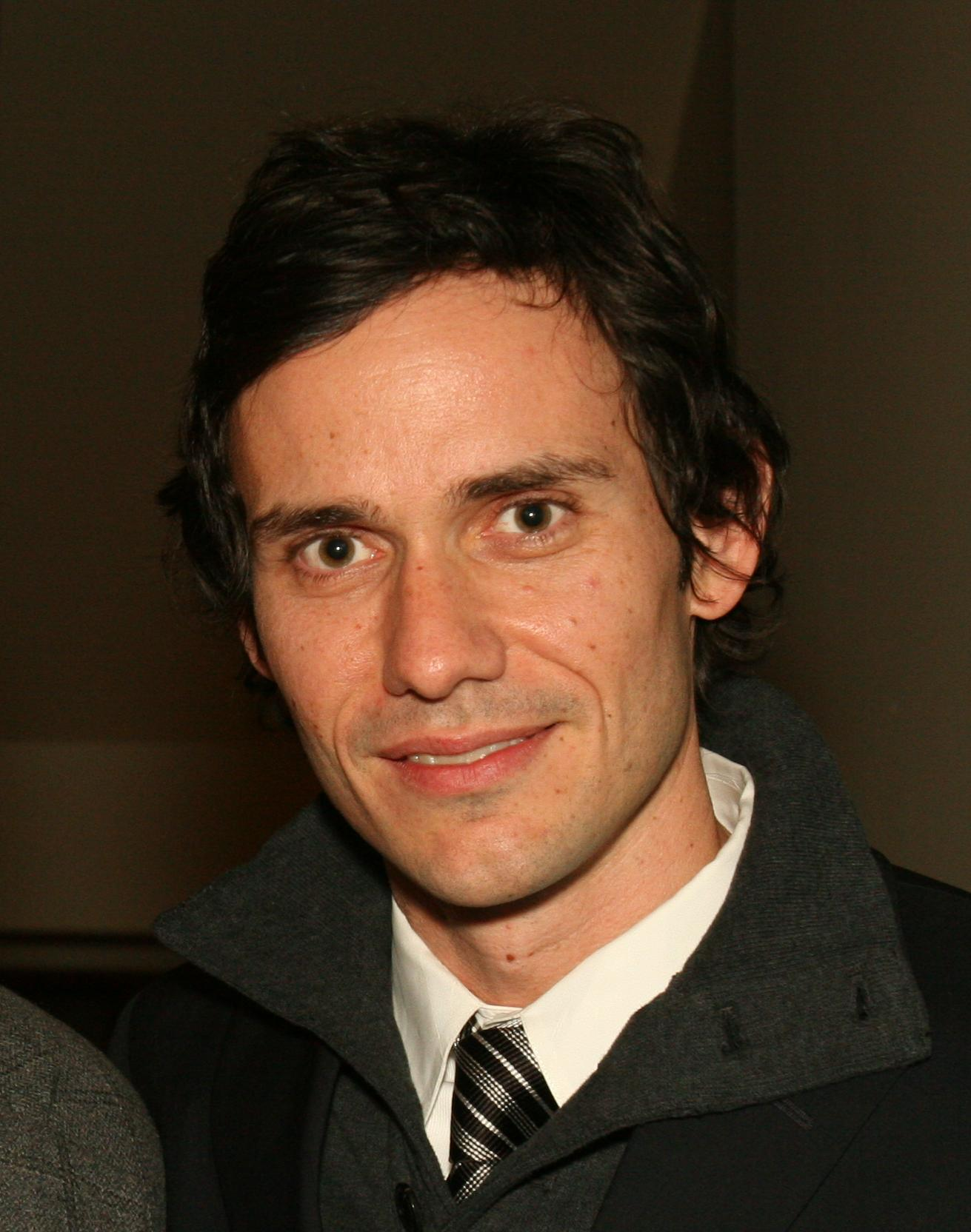
Christian Camargo (2008)

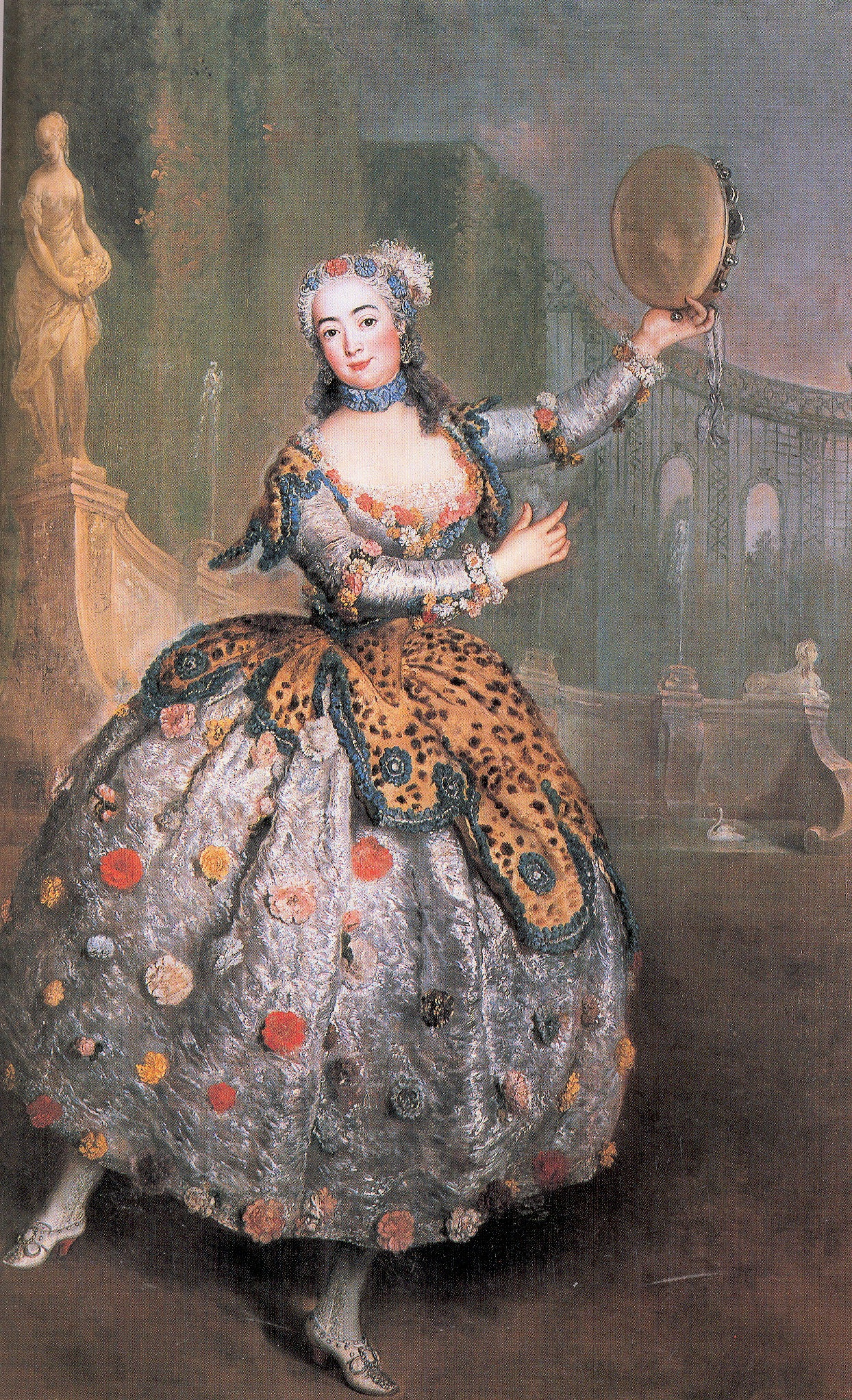
Barbara Campanini

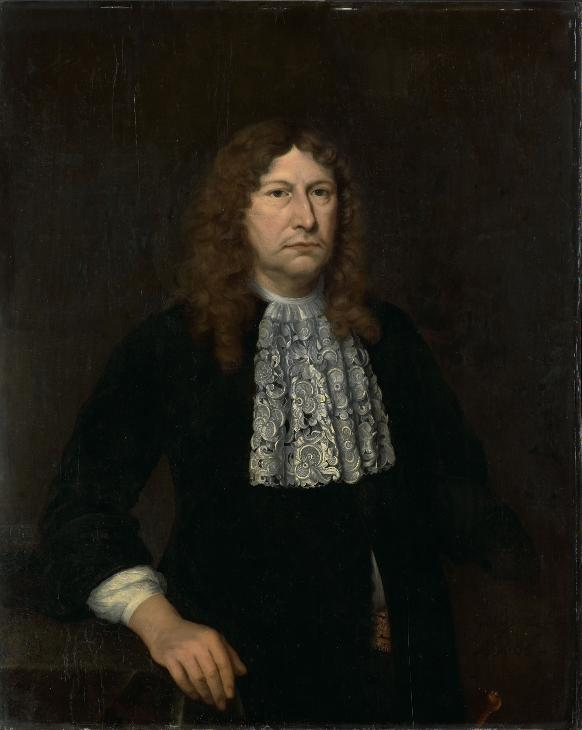
Johannes Camphuys (1685)

- Nigar Camal (1980), Azerbeidzjaans zangeres
- Rafael Câmara (2005), Braziliaans autocoureur
- Sergio Sette Câmara (1998), Braziliaans autocoureur
- Souleymane Camara (1982), Senegalees voetballer
- Zoumana Camara (1979), Frans voetballer
- Jillian Camarena-Williams (1982), Amerikaans atlete
- Christian Camargo (1971), Amerikaans acteur, filmregisseur, filmproducent en scenarioschrijver
- Marie Camargo (1710-1770), Frans balletdanseres
- Halet Çambel (1916-2014), Turks archeologe en schermster
- Irene Camber (1926-2024), Italiaans schermster
- Charles Cambier (1884-1955), Belgisch voetballer
- Paul Cambon (1843-1924), Frans diplomaat
- Charel Cambré (1968), Vlaams striptekenaar
- Aska Cambridge (1993), Japans atleet
- Michael Cambridge (1930), Surinaams politicus
- Maria Elena Camerin (1982), Italiaans tennisster
- Achilles Camerlynck (1869-1951), Belgisch kanunnik en hoogleraar
- Jozef Camerlynck (1904-1976), Belgisch bankier
- Alex Camerman (1969), Belgisch voetballer
- Bert Cameron (1959), Jamaicaans atleet
- Candace Cameron (1976), Amerikaans actrice
- Dane Cameron (1988), Amerikaans autocoureur
- Duncan Cameron (1971), Brits autocoureur
- Frank Cameron (1936-2024), Surinaams cultuur- en welzijnswerker
- James Cameron (1954), Canadees filmregisseur
- Kenneth M. Cameron (1967), Amerikaans botanicus
- Kirk Cameron (1970), Amerikaans acteur en evangelist
- Matt Cameron (1962), Amerikaans drummer
- Brett Camerota (1985), Amerikaans noordse combinatieskiër
- Ben Cami (1920-2004), Vlaams dichter en leerkracht
- Leon Camier (1986), Brits motorcoureur
- Andrea Camilleri (1925-2019), Italiaans schrijver
- Charles Camilleri (1931-2009), Maltees componist
- François Cammarata (1936-2001), Italiaans-Belgisch syndicalist
- Gerrit van Cammingha (ca. 1340), telg van een Fries adellijk geslacht
- Ritske Jelmera Cammingha (1383-1450), Friese hoofdman
- Lee Camp (1984), Engels voetballer
- Wim van de Camp (1953), Nederlands politicus
- Roberto Campa (1959), Mexicaans politicus
- Sergio Campana (1986), Italiaans autocoureur
- Frank Campanella (1919-2006), Amerikaans acteur
- César Campaniço (1980), Portugees autocoureur
- Barbara Campanini (1721-1799), bekend als La Barberina, Italiaans balletdanseres
- Johannes Campanus (ca. 1500-ca. 1575), Duits theoloog en predikant
- Joan Tomás Campasol (1985), Spaans voetballer
- Facundo Campazzo (1991), Argentijns basketballer
- Amelia Campbell (1965), Canadees actrice
- Billy Campbell (1959), Amerikaans acteur
- Bronte Campbell (1994), Australisch zwemster
- Cate Campbell (1992), Australisch zwemster
- Christian Campbell (1972), Canadees acteur
- Darius Campbell-Danesh (1980-2022), Schots singer-songwriter
- Darren Campbell (1973), Brits atleet
- Epsy Campbell Barr (1963), Costa Ricaanse politica en vice-president
- George A. Campbell (1870-1954), Amerikaans ingenieur en elektrotechnicus
- Georgina Campbell (1992), Brits actrice
- Glen Campbell (1936-2017), Amerikaans countryzanger en gitarist
- Humphrey Campbell (1958-2024), Surinaams-Nederlands zanger
- Keith Campbell (1931-1958), Australisch motorcoureur
- Kevin Campbell (1970-2024), Engels voetballer
- Maia Campbell (1976), Amerikaans actrice
- Matt Campbell (1995), Australisch autocoureur
- Menzies Campbell (1941), Brits politicus en atleet
- Michael (Mike) Wayne Campbell (1950), Amerikaans gitarist en producer
- Milton Campbell (1976), Amerikaans atleet
- Neve Campbell (1973), Canadees actrice
- Scott Michael Campbell (1971), Amerikaans acteur, filmproducent, filmregisseur en scenarioschrijver
- Sterling Campbell (1964), Amerikaans drummer
- Veronica Campbell-Brown (1982), Jamaicaans atlete
- Wally Campbell (1926-1954), Amerikaans autocoureur
- John Campbell Ross (1899-2009), laatste Australisch Eerste Wereldoorlogsveteraan
- Alan Archibald Campbell Swinton (1863-1930), Brits elektrotechnicus
- El Cid Campeador, pseudoniem van Rodrigo Díaz de Vivar (1040-1099), Spaans ridder
- Jacob van Campen (1596-1657), Nederlands kunstenaar
- Heinrich Campendonck (1889-1957), Duits schilder
- Peter van Campenhout (1943), Nederlands politicus
- Dario Campeotto (1939-2023), Deens zanger
- Remco Campert (1929-2022), Nederlands dichter en schrijver
- Dirck Raphaelsz. Camphuysen (1586-1627), Nederlands  dichter, kunstenaar en predikant
- Jorge Campillo (1986), Spaans golfer
- Luis Herrera Campins (1925-2007), president van Venezuela (1979-1984)
- Tony Campolo (1935-2024), Amerikaans predikant en schrijver
- Florencio Campomanes (1927-2010), Filipijns schaker en FIDE-president (1982-1995)
- Adrián Campos (1960), Spaans autocoureur
- Bruno Campos (1973), Amerikaans acteur
- Jorge Campos (1966), Mexicaans voetballer
- Oliver Campos-Hull (1987), Spaans autocoureur
- Niccolò Campriani (1987), Italiaans schutter
- Hugo Camps (1943-2022), Belgisch journalist, columnist en schrijver
- Albert Camus (1913-1960), Frans filosoof en schrijver
- Daniel Camus (1971), Belgisch voetballer
- Gregoire Le Camus (1753-1806), burgemeester van Kortrijk
- Matilde Camus (1919-2012), Spaans dichter

## Can

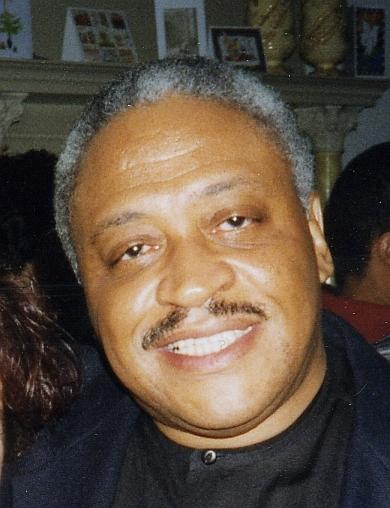
Ron Canada 2001

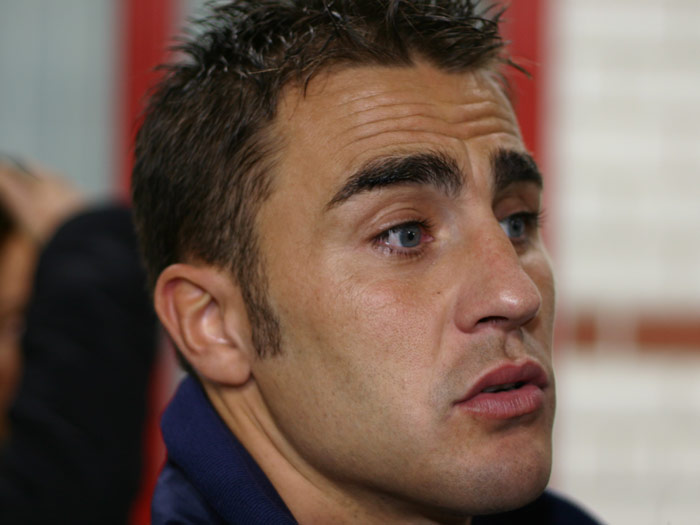
Fabio Cannavaro

- Yasemin Can (1996), Keniaans/Turks atlete
- Lorik Cana (1983), Albanees voetballer
- Ron Canada (1949), Amerikaans acteur
- Julien Canal (1982), Frans autocoureur
- Canaletto (1697-1768), Venetiaans schilder
- Sergio Canamasas (1986), Spaans autocoureur
- Agustín Canapino (1990), Argentijns autocoureur
- Patrizio Canaponi (1951), Nederlands schrijver
- Wilhelm Canaris (1887-1945), Duits admiraal
- David Canary (1938), Amerikaans acteur
- Antônio Cançado (1947-2022), Braziliaans internationaal rechter
- Vlatko Čančar (1997), Sloveens basketballer
- Fabian Cancellara (1981), Zwitsers wielrenner
- Romeo Candazo (1952-2013), Filipijns politicus en mensenrechtenadvocaat
- Jwaundace Candece (1978), Amerikaans actrice, stuntvrouw en professioneel worstelaar
- Philippe Candeloro (1972), Frans kunstschaatser
- Édouard Candeveau (1898-1989), Zwitsers roeier
- Petrus van Candia (1340-1410), bekend als Alexander V, tegenpaus (1409-1410)
- Sina Candrian (1988), Zwitsers snowboardster
- Herman Candries (1932-2025), Belgisch politicus
- Marco Caneira (1979), Portugees voetballer
- Karina Canellakis (1981), Amerikaans dirigente en violiste
- Salvador Cañellas (1944), Spaans motorcoureur
- Niccolò Canepa (1988), Italiaans motorcoureur
- Petrus Canepanova (+984), bekend als paus Johannes XIV, paus (983-984)
- Arón Canet (1999), Spaans motorcoureur
- Elias Canetti (1905-1994), Zwitsers-Brits schrijver
- Karen Canfell (20ste en 21e eeuw), Australische medisch onderzoekster
- Claudio Caniggia (1967), Argentijns voetballer
- Maria Canins (1949), Italiaans langlaufster en wielrenster
- Aimé Canipel (1929), Belgisch syndicalist, vakbondsbestuurder en politicus
- Petrus Canisius (1521-1597), Nederlands theoloog
- Antonio Cañizares Llovera (1945), Spaans kardinaal
- Leo Canjels (1933-2010), Nederlands voetballer en voetbalcoach
- Bart Cannaerts (1980), Belgisch stand-upcomedian
- Martha Jane Cannary (1852-1903), bekend als Calamity Jane, Amerikaans avonturierster
- Fabio Cannavaro (1973), Italiaans voetballer
- Paolo Cannavaro (1981), Italiaans voetballer
- Cora Canne Meijer (1929-2020), Nederlands operazangeres
- Stephen J. Cannell (1941-2010), Amerikaans televisieproducent
- Sara Canning (1987), Amerikaans actrice
- Ace Cannon (1934), Amerikaans tenor- en altsaxofonist
- Annie Cannon (1863-1941), Amerikaans astronome
- Dyan Cannon (1937), Amerikaans actrice, regisseur, producer, scenarioschrijver en filmmonteur
- J.D. Cannon (1922-2005), Amerikaans acteur
- Katherine Cannon (1953), Amerikaans actrice
- Kevin Cant (1988), Belgisch wielrenner
- Sanne Cant (1990), Belgisch wielrenster
- Mario Cantaluppi (1974), Zwitsers voetballer
- Claudio Cantelli (1989), Braziliaans autocoureur
- Joseph Canteloube (1879-1957), Frans componist, musicoloog en muziekpublicist
- Mark Canterbury (1964), bekend als Henry O. Godwinn, Amerikaans worstelaar
- Adan Canto (1981-2024), Mexicaans acteur
- John Canton (1718-1772), Brits natuurkundige
- Héctor Yuste Cantón (1988), Spaans voetballer
- Éric Cantona (1966), Frans voetballer en acteur
- Eric Cantor (1963), Amerikaans politicus
- Georg Cantor (1845-1918), Duits wiskundige
- Jetty Cantor (1903-1992), Nederlands violiste, zangeres en actrice
- Jan-Frans Cantré (1890-1952), Belgisch kunstenaar
- Jozef Cantré (1890-1957), Belgisch kunstenaar
- Sonja Cantré (1941-2014), Belgisch omroepster
- Willard Cantrell (1914-1986), Amerikaans autocoureur
- Brandon Cantu (1981), Amerikaans pokerspeler
- Christian Cantwell (1980), Amerikaans atleet
- Robbert Robbertsz. le Canu (1563-ca. 1630), schoolmeester, dichter en maritiem deskundige
- Christy Canyon (1966), Amerikaans pornoactrice

## Cao
- Martin Cao (1993), Chinees autocoureur
- Cao Qi (1974), Chinees atlete
- Cao Ren (168-223), Chinees krijgsheer
- Cao Wenxuan (1954), Chinees kinderboekenschrijver
- Cao Xueqin (ca. 1720-ca. 1763), Chinees schrijver, dichter, filosoof en schilder
- Cao Yanhua (1962), Chinees tafeltennisster
- Cao Yu (1910-1996), Chinees toneelschrijver
- Cao Zhen (1987), Chinees tafeltennisspeelster
- Guillaume Caoursin (ca. 1430-1501), Vlaams schrijver en Vicekanselier van de Orde van Sint Jan van Jeruzelem en Rhodos

## Cap

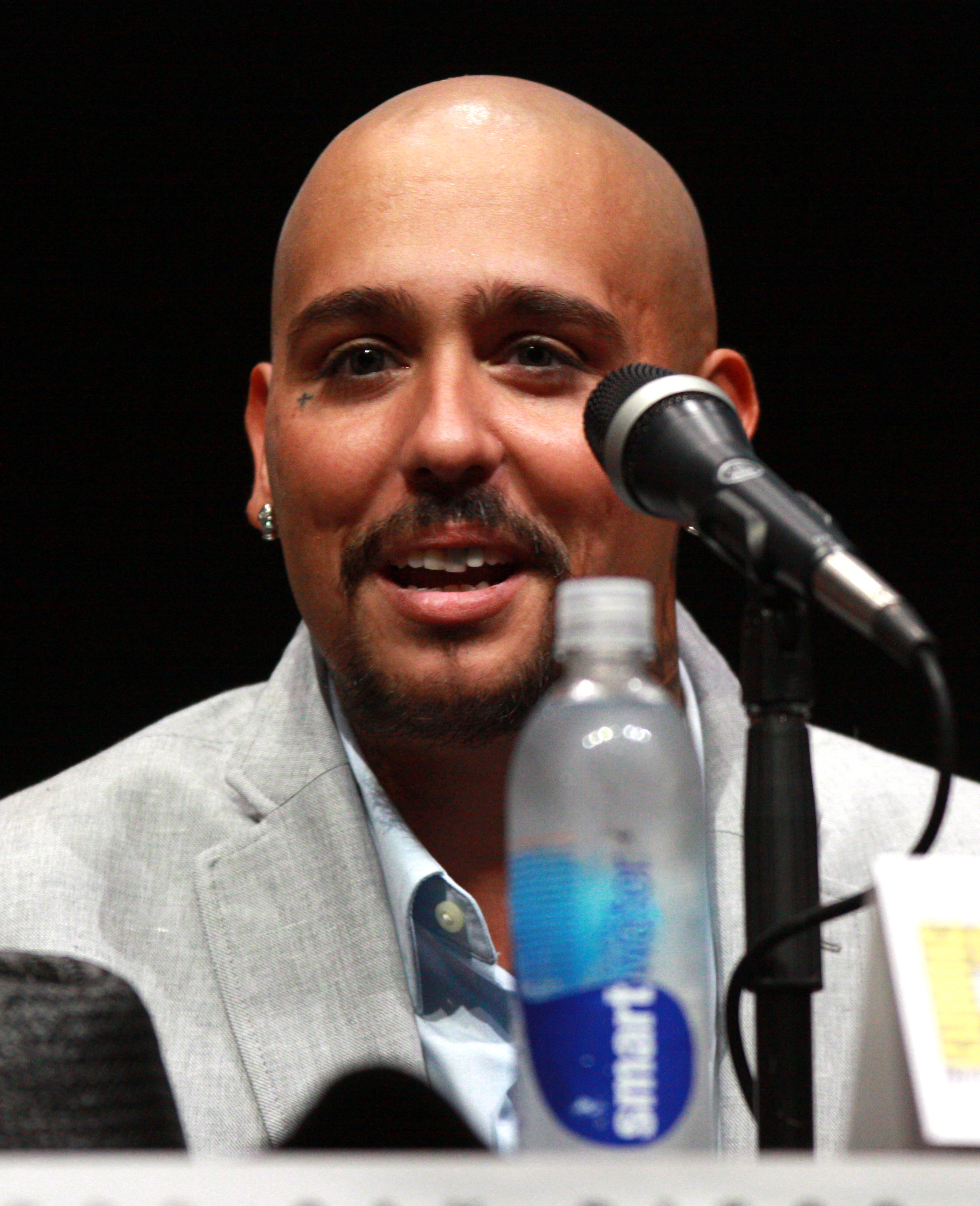
Francis Capra (2013)

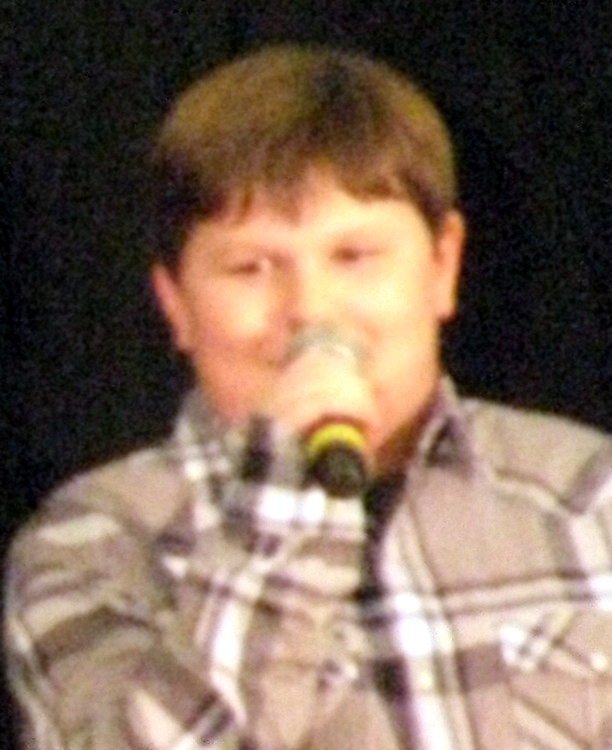
Robert Capron (2011)

- Robert Capa (1913-1954), Joods-Hongaars oorlogsfotograaf
- José Raúl Capablanca (1888-1942), Cubaans schaker
- Abraham Capadose (1795-1874), Sefardische jood, calvinistisch schrijver en arts
- Jim Capaldi (1944-2005), Brits popmusicus
- Fernando Capalla (1934-2024), Filipijns geestelijke
- Paul Capdeville (1983), Chileens tennisser
- Karel Čapek (1890-1938), Tsjechisch schrijver
- Andreas Capellanus (12e eeuw), schrijver
- Jean Capelle (1913-1977), Belgisch voetballer
- Theodorus Frederik van Capellen (1761-1824), Nederlands viceadmiraal
- Nadine Capellmann (1965), Duits amazone
- Fabio Capello (1946), Italiaans voetballer en voetbalcoach
- Marie-Gabrielle Capet (1761-1818), Frans schilderes
- Walter Capiau (1937-2018), Belgisch radio- en televisiepresentator
- Loris Capirossi (1973), Italiaans motorcoureur
- An Capoen (1982), Belgisch arts en politica
- Michel Capoen (1934), Belgisch politicus
- Remi Capoen (1916-2001), Belgisch wielrenner
- Alphonse Gabriel (Al) Capone (1899-1947), Amerikaans crimineel
- Maria Esther de Capovilla (1889-2006), Ecuadoraans oudste persoon ter wereld
- Victoire Cappe (1886-1927), Belgisch feministe en syndicaliste
- Bartolommeo Alberto Cappellari (1765-1846), bekend als paus Gregorius XVI, Italiaans paus (1831-1846)
- Daniele Cappellari (1976), Italiaans autocoureur
- Herman van Cappelle (1825-1890), Nederlands medicus
- Herman van Cappelle (1857-1932), Nederlands geoloog en museumdirecteur
- Willem van Cappellen (1889-1976), Nederlands hoorspelacteur en -regisseur
- Anna Cappellini (1987), Italiaans kunstschaatsster
- Tranquilo Cappozzo (1918-2003), Argentijns roeier
- Grayson Capps (1967), Amerikaans singer-songwriter
- Piero Cappuccilli (1929-2005), Italiaans bariton
- Hendrik Cappuyns (1913-1992), Belgisch bestuurder
- Francis Capra (1983), Amerikaans acteur
- Frank Capra (1897-1991), Amerikaans filmregisseur
- Jordan Capra (1961), Amerikaans actrice
- Jennifer Capriati (1976), Amerikaans tennisster
- José Capricorne (1932), Antilliaans kunstenaar
- Federico Caprilli (1868-1907), Italiaans ruiter
- Frank Caprio (1936-2025), Amerikaans jurist
- Robert Capron (1998), Amerikaans acteur
- Capucine (1933-1990), Frans actrice en model
- Luis Capurro (1962), Ecuadoraans voetballer
- Louis Caput (1923-1985), Frans wielrenner

## Car

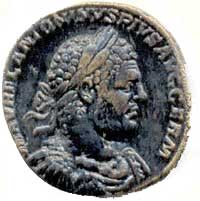
Caracalla

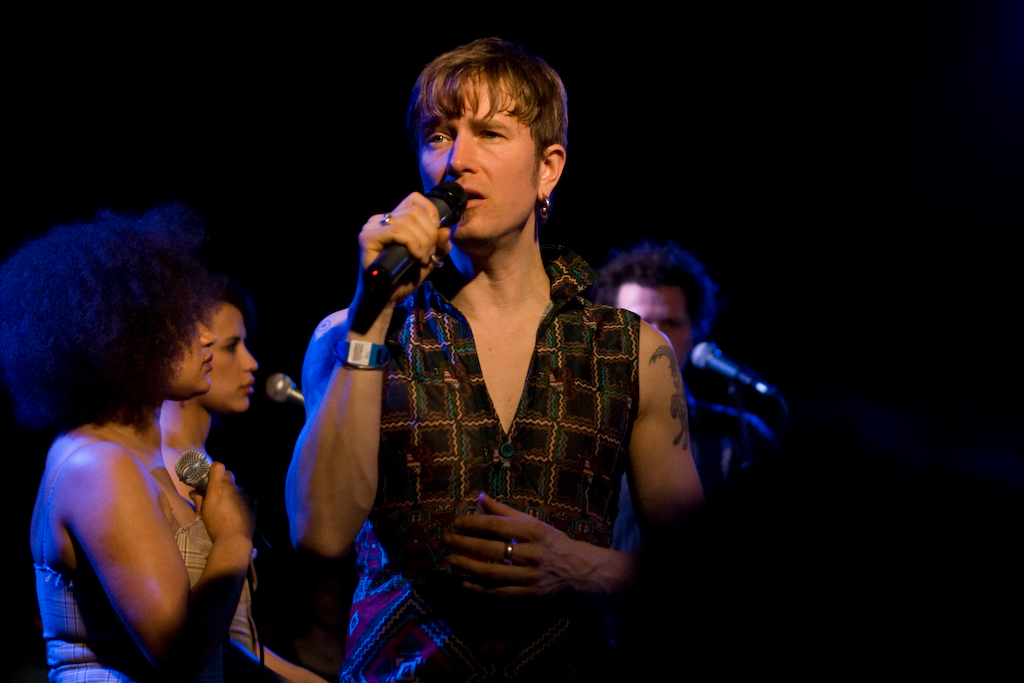
Stef Kamil Carlens

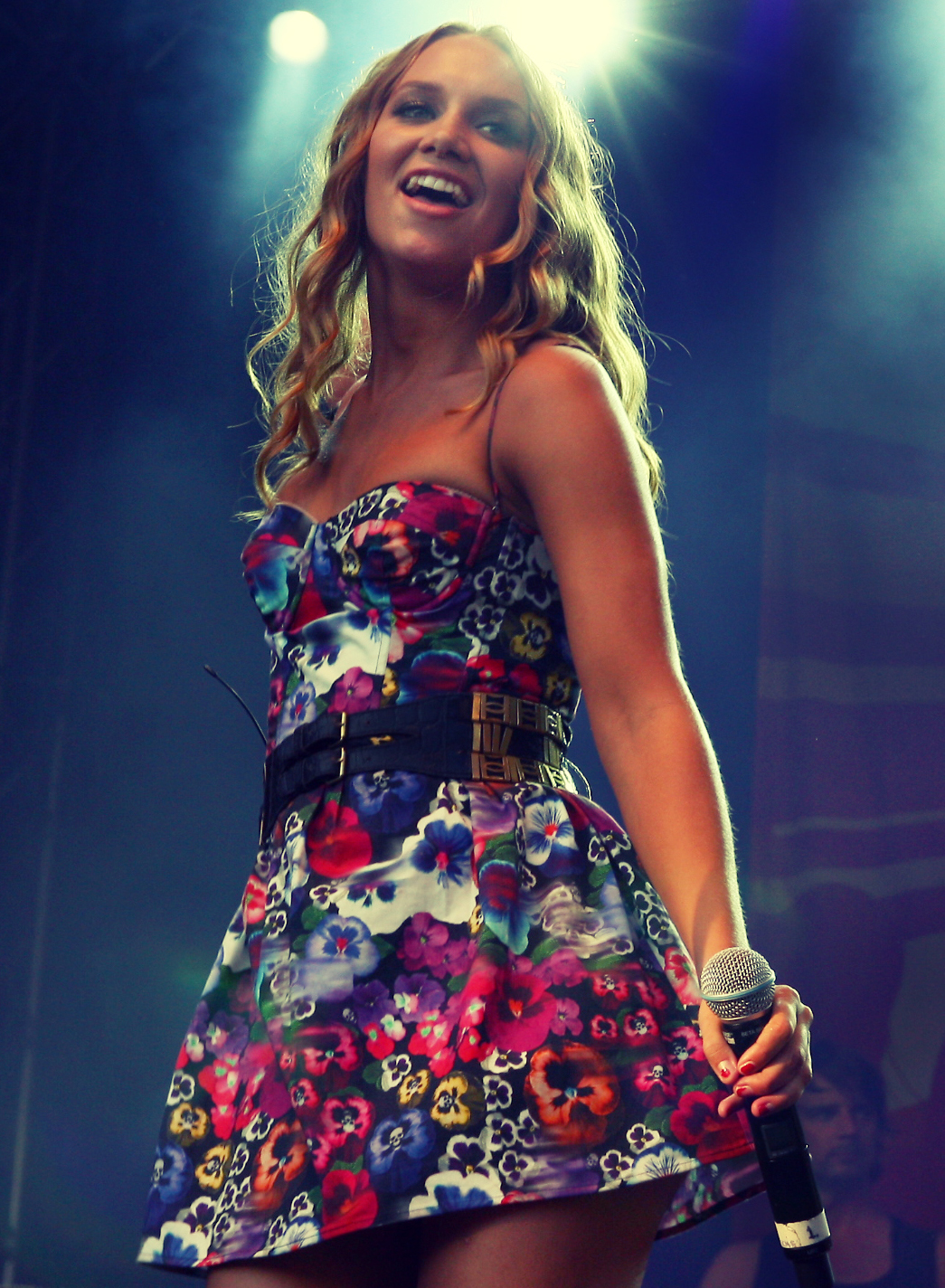
Agnes Carlsson

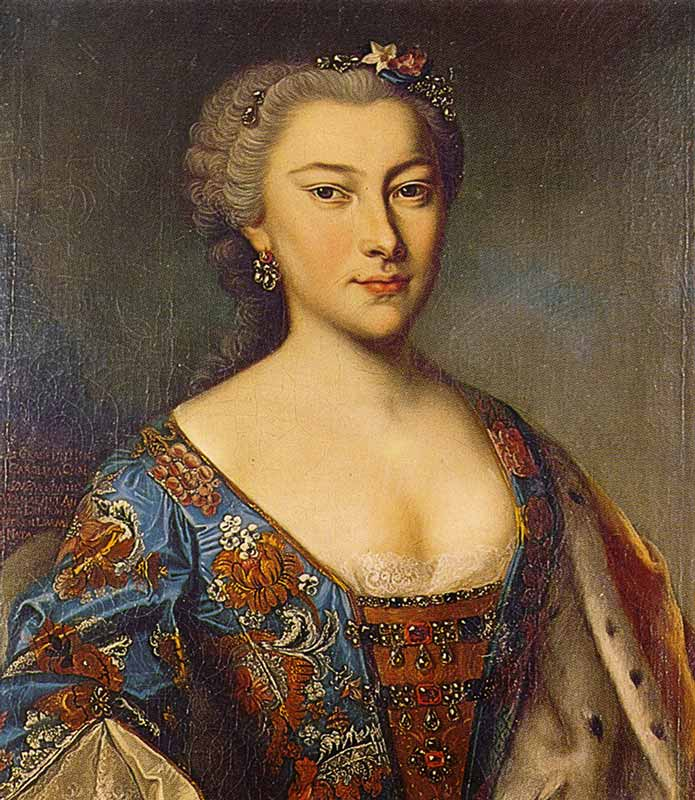
Carolina van Nassau-Saarbrücken

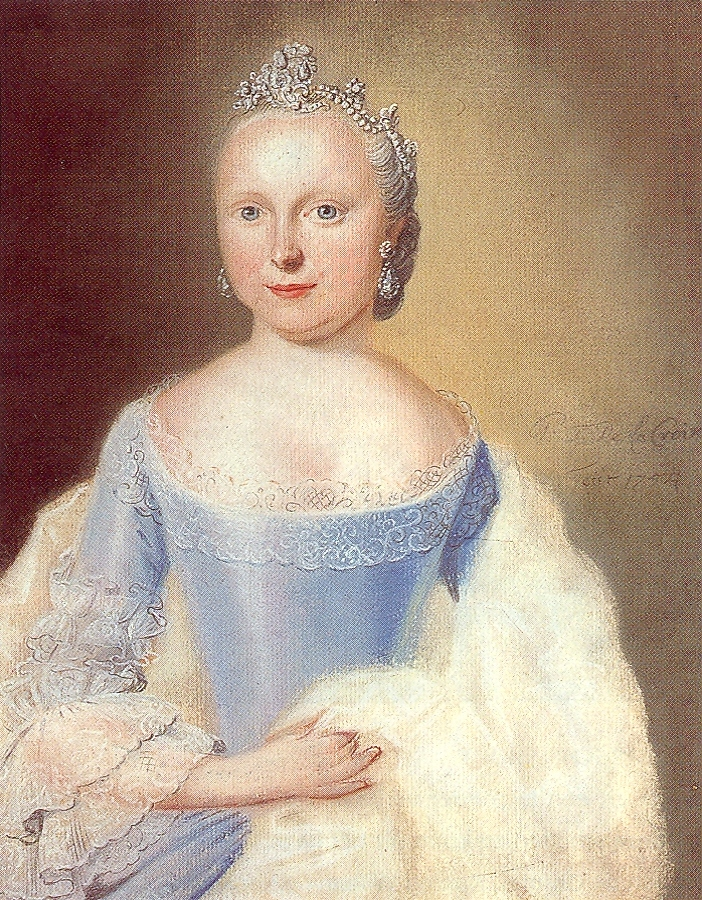
Carolina van Oranje-Nassau

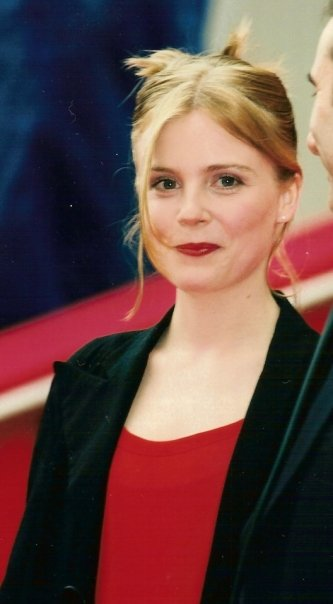
Isabelle Carré

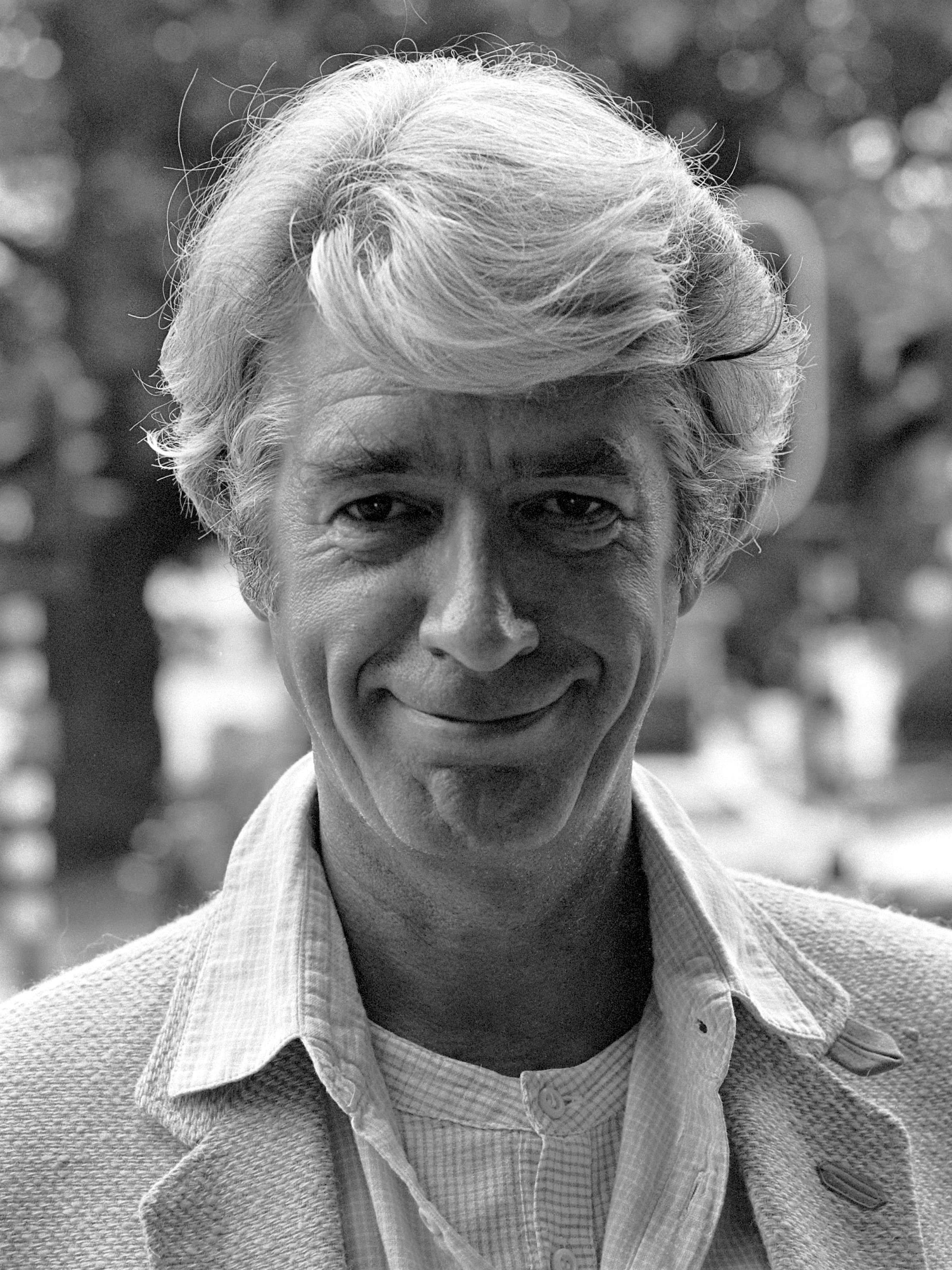
Rudi Carrell

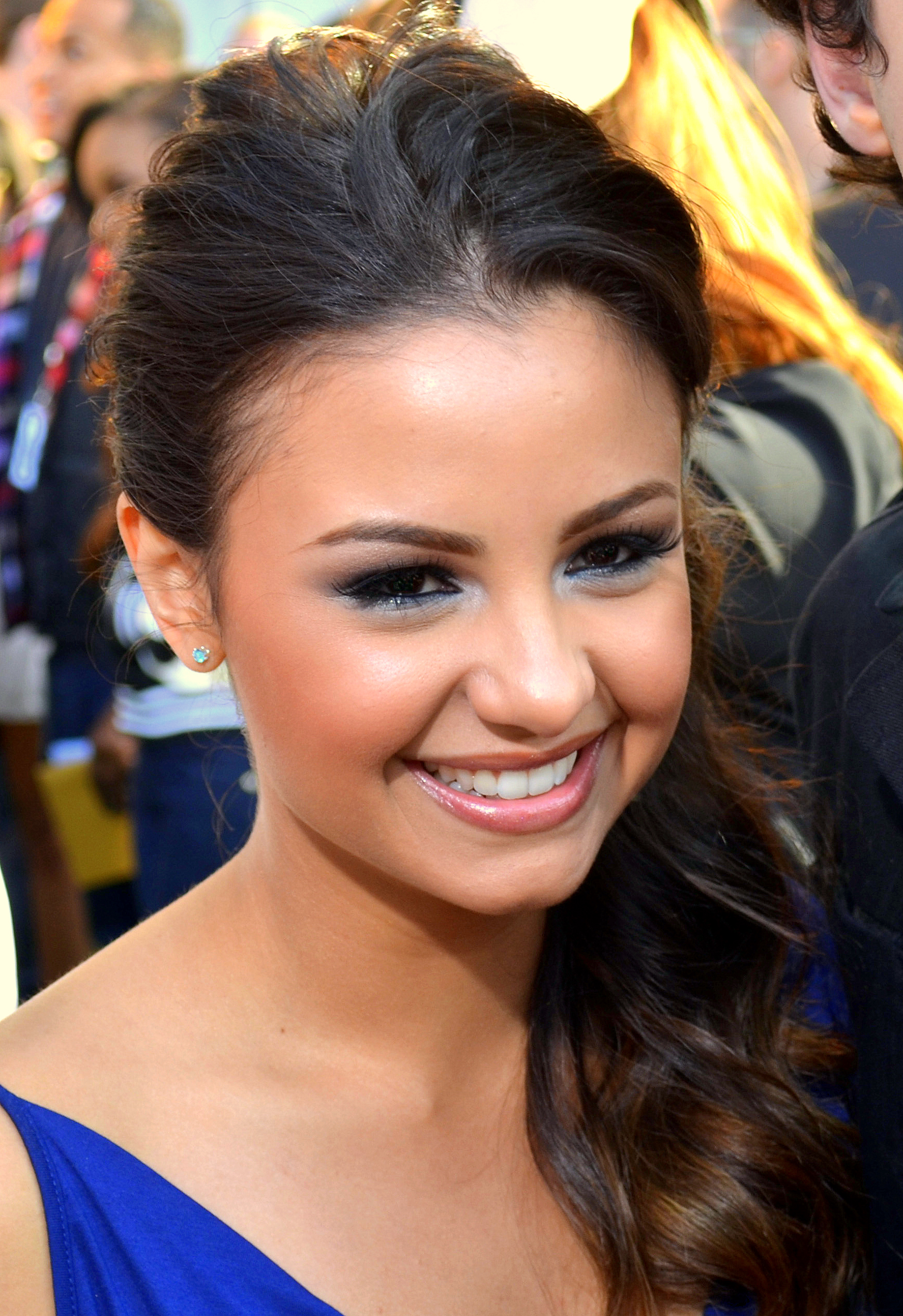
Aimee Carrero

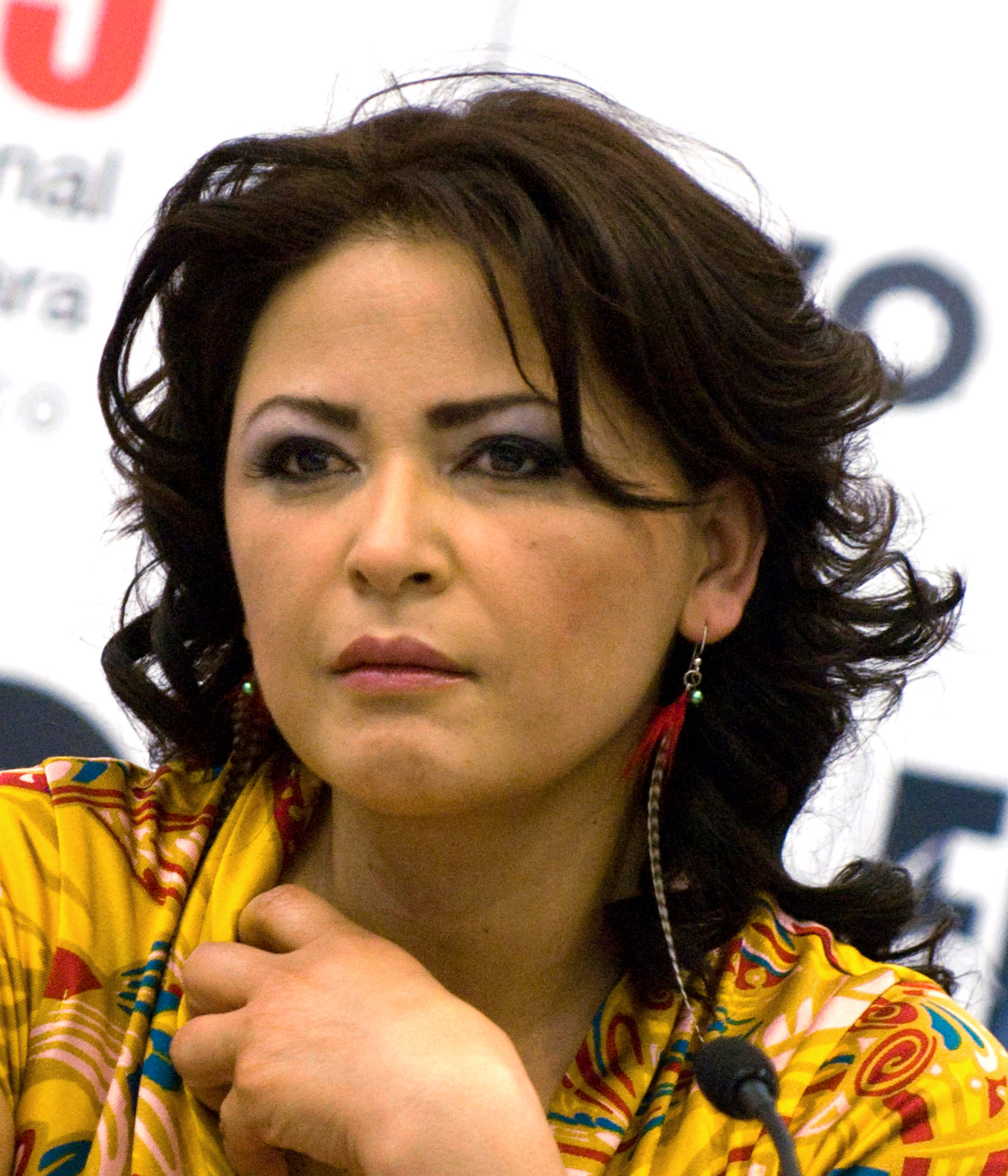
Elpidia Carrillo

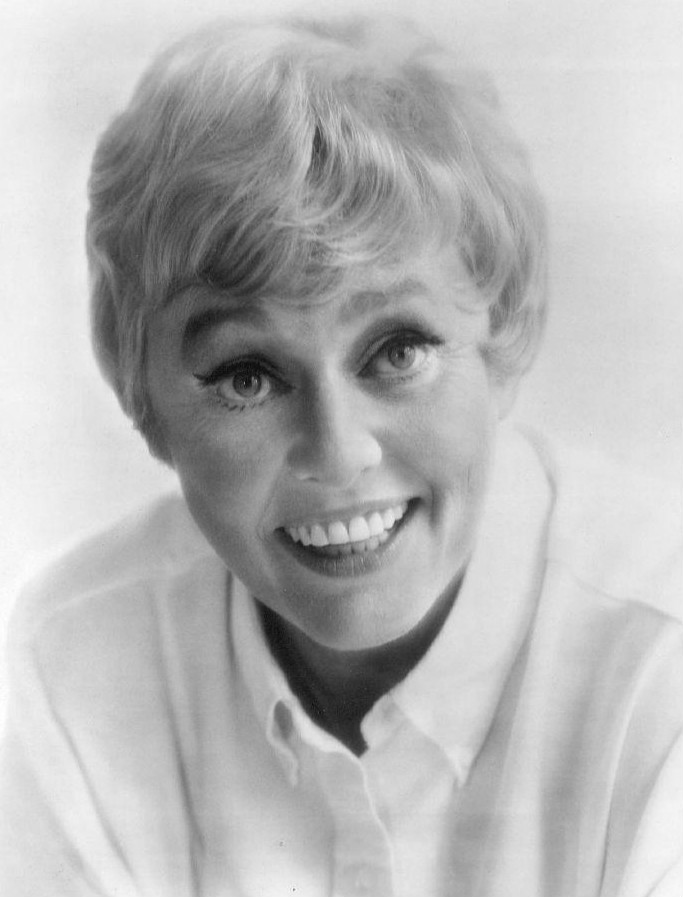
Pat Carroll

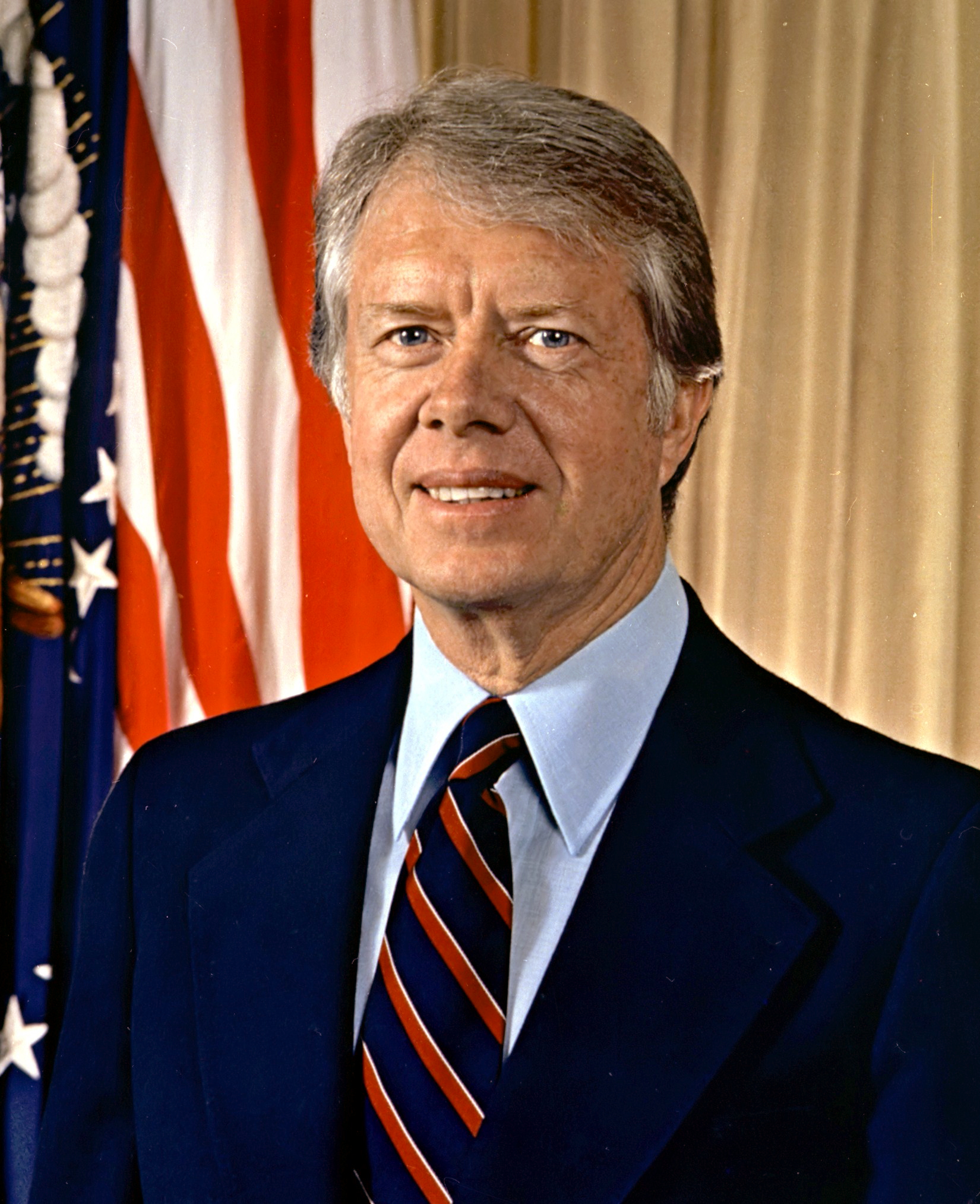
Jimmy Carter

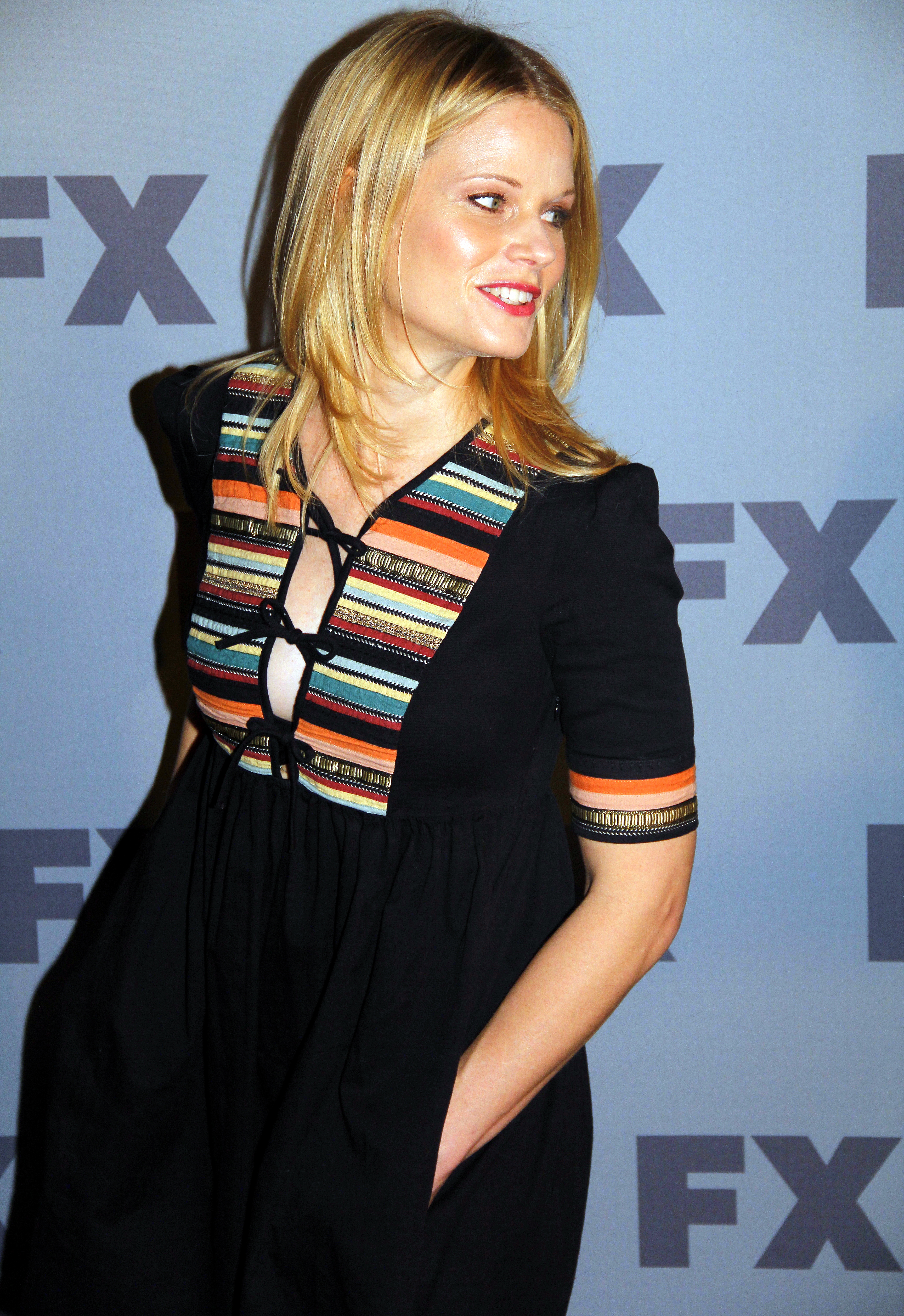
Joelle Carter

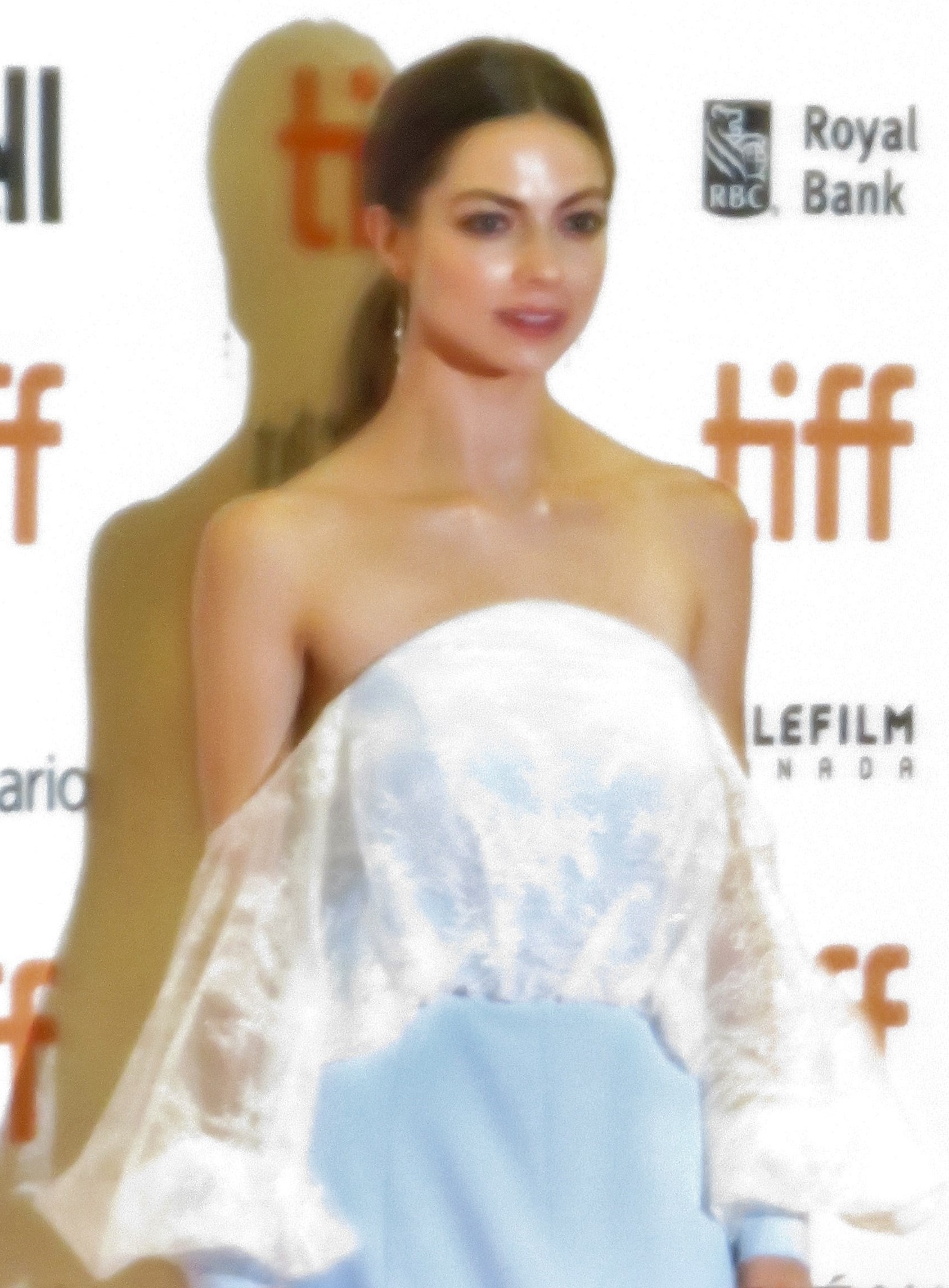
Caitlin Carver

- Irene Cara, pseudoniem van Irene T. Escalera (1959-2022), Amerikaans zangeres en actrice
- Caracalla (188-217), Romeins keizer
- Anaïs Caradeux (1990), Frans freestyleskiester
- Giovanni Pietro Carafa (1476-1559), bekend als paus Paulus IV, paus (1555-1559)
- Gregorio Carafa (1615-1690), grootmeester van de Maltezer Orde van 1680 tot 1690
- Paul Carafotes (1963), Amerikaans acteur
- Gia Marie Carangi (1960-1986), Amerikaans topmodel
- Ab Caransa (1927-2006), Nederlands schrijver
- Daniel Carasso (1905-2009), Frans-Spaans zakenman
- Deirdre Carasso (1970), Nederlandse museumdirecteur en bibliotheekdirecteur
- Caravaggio (1571-1610), Italiaans schilder
- Zenon Caravella (1983), Australisch voetballer
- Antonio Carbajal (1929-2023), Mexicaans voetballer
- Fábio Carbone (1980), Braziliaans autocoureur
- Tomás Carbonell (1968), Spaans tennisser
- Matteo Carcassi (1792-1853), Italiaans gitarist
- Mathías Cardacio (1987), Uruguayaans voetballer
- Girolamo Cardano (1501-1576), Italiaans wetenschapper
- Ernesto Cardenal (1925-2020), Nicaraguaans priester, dichter en politicus
- Agustín Cárdenas (1927-2001), Cubaans beeldend kunstenaar
- Cuauhtémoc Cárdenas Solórzano (1934), Mexicaans politicus
- Lázaro Cárdenas Batel (1964), Mexicaans politicus
- Lázaro Cárdenas del Rio (1895-1970), president van Mexico (1934-1940)
- Cornelis Cardinaal (1819-1893), Nederlands politiefunctionaris
- Claudia Cardinale (1939), Italiaans filmactrice
- Georges Cardoen (1930-2000), Belgisch politicus
- Mark Cardoen (1952), Vlaams politicus en burgemeester
- Matthew Cardona (1985), bekend als Zack Ryder, Amerikaans worstelaar
- Daniël Cardon de Lichtbuer (1930-2022), Belgisch ambtenaar en bankier
- Vivien Cardone (1993), Amerikaans actrice
- Furio Cardoni (1948), Luxemburgs voetballer
- Manuel Cardoni (1972), Luxemburgs voetballer en voetbalcoach
- José Luis Cardoso (1975), Spaans motorcoureur
- Manuel Cardoso (1566-1650), Portugees componist
- Pedro Antonio Cardoso (1974), Portugees wielrenner
- José Cardozo (1971), Paraguayaans voetballer en voetbalcoach
- Giosuè Carducci (1835-1907), Italiaans dichter
- Carlos Cardús (1959), Spaans motorcoureur
- James Maurice Stockford Careless (1919-2009), Canadees historicus
- Roger Carel (1927-2020), Frans acteur en stemacteur
- Nancy Carell, geboren als Nancy Ellen Walls (1966), Amerikaans actrice en comédienne
- Steven John Carell (1962), Amerikaans acteur
- Fie Carelsen (1890-1975), Nederlands actrice
- Maurice Carême (1899-1978), Belgisch Franstalig schrijver en dichter
- Mario Carević (1982), Kroatisch voetballer
- Clare Carey (1967), Amerikaans actrice
- Ian Carey (1975-2021), Amerikaans dj
- James Carey (ca. 1935-2006), Amerikaans communicatiewetenschapper
- Mariah Carey (1969 of 1970), Amerikaanse zangeres
- Peter Carey (1943), Australisch schrijver
- Sam Carey (1964), Brits atleet
- Vernon Carey Jr. (2001), Amerikaans basketballer
- Mara Carfagna (1975), Italiaans politica en model
- Timothy Carhart (1953), Amerikaans acteur
- Federico Caricasulo (1996), Italiaans motorcoureur
- Alfonso Carinci (1862-1963), Italiaans geestelijke
- Peter (Lord) Carington (1919-2018), Brits minister en secretarisgeneraal van de NAVO
- Carinus (250-285), (duo-)Romeins keizer (283-285)
- Giacomo Carissimi (1605-1674), Italiaans componist
- Victoria Carl (1995), Duits langlaufster
- Eric Carle (1929-2021), Amerikaans kinderboekenschrijver en illustrator
- Stef Kamil Carlens (1970), Vlaams kunstenaar en zanger
- Marco di Carli (1985), Duits zwemmer
- Gerard Carlier (1917-1995), Nederlands atleet
- Luc Carlier (1949), Belgisch atleet
- Maurice Carlier (1894-1976), Belgisch architect, tekenaar, etser, schilder en beeldhouwer
- Forbes Carlile (1921-2016), Australisch zwemcoach
- George Carlin (1937-2008), Amerikaans stand-upcomedian, acteur en publicist
- Jazmin Carlin (1990), Brits zwemster
- Elizabeth Carling (1967), Brits actrice
- Pino Carlino (1953), Belgisch syndicalist
- Anthony Carlisle (1768-1842), Engels chirurg en wetenschapper
- Carlos (1943-2008), Frans zanger
- Roberto Carlos (1973), Braziliaans voetballer
- Wendy Carlos (1939), Amerikaans componiste en toetseniste
- Sherwin Carlquist (1930-2021), Amerikaans botanicus en fotograaf
- Julie Carlsen (1968), Deens actrice
- Magnus Carlsen (1990), Noors schaker
- Peer Carlsen (?), Deens vakbondsbestuurder
- Amy Carlson (1968), Amerikaans actrice
- Kasey Carlson (1991), Amerikaans zwemster
- Sammy Carlson (1989), Amerikaans freestyleskiër
- Agnes Carlsson (1988), Zweeds zangeres
- Arvid Carlsson (1923-2018), Zweeds wetenschapper en Nobelprijswinnaar
- Magnus A. Carlsson (1980), Zweeds golfer
- Antonio Carluccio (1937-2017), Italiaans kok en ondernemer
- Eric Carmen (1949-2024), Amerikaans zanger
- Ralph Carmichael (1927-2021), Amerikaans componist en songwriter
- Simon Carmiggelt (1913-1987), Nederlands schrijver
- Thomas Carmoy (2000), Belgisch atleet
- Rudolf Carnap (1891-1970), Duits filosoof
- Alexis De Carne (1848-1883), Vlaams priester-dichter
- Andrew Carnegie (1935-1919), Amerikaans industrieel en filantroop
- Josep Carner (1884-1970), Catalaans dichter en journalist
- Art Carney (1918-2003), Amerikaans acteur
- Pierre Carniti (1936), Italiaans politicus en vakbondsman
- Sadi Carnot (1796-1832), Frans wiskundige
- Albert Carnoy (1878-1961), Belgisch politicus
- Anthony Caro (1924-2013), Brits beeldhouwer
- Isabelle Caro (1982-2010), Frans fotomodel en actrice
- Marc Carol (1985), Spaans autocoureur
- Carolina van Nassau-Saarbrücken (1704-1774), regentes van Palts-Zweibrücken (1735-1740)
- Carolina van Nassau-Usingen (1762-1823), prinses van Nassau-Usingen
- Carolina van Nassau-Weilburg (1770-1828), prinses van Nassau-Weilburg
- Carolina van Oranje-Nassau (1743-1787), vorstin van Nassau-Weilburg
- Natale De Carolis (1957), Italiaans bas-bariton
- Johannes Carolus (ca. 1540-1598), Vlaams rechtsgeleerde en schrijver
- Alain Caron (1957), Nederlands kok
- Bart Caron (1955), Belgisch politicus
- Christine Caron (1948), Frans zwemster
- Danielle Caron (1961), Belgisch politica
- Etienne Caron (1921-1986), Nederlands kunstschilder en zanger
- François Caron (1600-1673), Nederlands koloniaal bewindsman en gouverneur
- François Caron (1634-1706), Nederlands predikant
- François Marie Joseph Caron (1866-1945), Nederlands architect
- Giuseppe Caron (1904-1998), Italiaans politicus
- Joseph Caron (1866-1944), Belgisch kunstschilder
- Leslie Caron (1931), Frans actrice
- Marcel Caron (1890-1961), Belgisch kunstschilder
- Marie-Christine Caron (1959), Belgisch atlete
- Noël de Caron (ca. 1550-1624), Vlaams schepen en Nederlands diplomaat
- Rowin Caron (1993), Nederlands amateurgolfer
- Willy Caron (1934-2010), Nederlands operazanger
- José María Caro Rodríguez (1866-1958), Chileens geestelijke
- Wallace Carothers (1896-1937), Amerikaans scheikundige
- Harlean Harlow Carpenter (1911-1937), Amerikaans actrice
- Jennifer Leann Carpenter (1979), Amerikaans film- en televisieactrice
- Karen Carpenter (1950-1983), Amerikaans zangeres
- Ken Carpenter (1913-1984), Amerikaans atleet
- Mary Chapin Carpenter (1958), Amerikaans singer-songwriter en countryzangeres
- Phil Carpenter (1947), Brits motorcoureur
- Richard Carpenter (1929-2012), Brits acteur en scenarioschrijver
- Russell Carpenter (1950), Amerikaans cinematograaf
- Sabrina Carpenter (1999), Amerikaans actrice en zangeres
- Scott Carpenter (1925-2013), Amerikaans ruimtevaarder
- Alejo Carpentier (1904-1980), Cubaanse romanschrijver, essayist en musicoloog
- Evariste Carpentier (1845-1922), Belgisch kunstschilder
- Johannes Hendrik Carpentier Alting (1864-1929), Nederlands hoogleraar
- Luzmila Carpio (1949), Boliviaans folkzangeres en voormalig ambassadeur
- Cindy Carquillat (1986), Zwitsers kunstschaatsster
- Allen Carr (1934-2006), Brits publicist
- Charmian Carr (1942-2016), Amerikaans actrice
- Geneva Carr (1971), Amerikaans actrice
- Gerald Paul Carr (1932-2020), Amerikaans ruimtevaarder
- Johnnie Carr (1911-2008), Amerikaans burgerrechtenactiviste
- Raffaella Carrà (1943-2021), Italiaans zangeres, actrice en presentatrice
- David Carradine (1936-2009), Amerikaans acteur
- Ever Carradine (1974), Amerikaans actrice
- John Carradine (1906-1988), Amerikaans acteur
- Keith Carradine (1949), Amerikaans acteur en zanger
- Robert Carradine (1954), Amerikaans acteur
- Jamie Carragher (1978), Engels voetballer
- Venustiano Carranza Garza (1859-1920), Mexicaans president
- Giorgio Carrara (2001), Argentijns autocoureur
- Martina Carraro (1993), Italiaans zwemster
- Juan Ramón Carrasco (1956), Uruguayaans voetballer en voetbalcoach
- Jesse Carrasquedo jr. (2007), Mexicaans autocoureur
- Ferdinand Carré (1824-1900), Frans technicus en uitvinder
- Isabelle Carré (1971), Frans actrice
- John le Carré (1931-2020), Brits schrijver
- Alexis Carrel (1873-1944), Frans dokter en bioloog en winnaar van de Nobelprijs (1912)
- André Carrell (1911-1968), Nederlands conferencier
- Rudi Carrell (1934-2006), Nederlands entertainer, zanger, showmaster, filmproducent en acteur
- Cystine Recto Carreon (1973), Filipijns/Nederlands actrice
- Hélène Carrère d'Encausse (1929-2023), Frans historica
- Aimee Carrero (1988), Dominicaans/Amerikaans actrice
- Willis Carrier (1876-1950), Amerikaans ingenieur en uitvinder
- Elpidia Carrillo (1961), Mexicaans actrice
- Santiago Carrillo (1915-2012), Spaans politicus en veteraan van de Spaanse Burgeroorlog
- Taliana María Vargas Carrillo (1987), Miss Colombia 2007
- Víctor Carrillo (1975), Peruviaans voetbalscheidsrechter
- Leonora Carrington (1917-2011), Brits-Mexicaans kunstenares en schrijfster
- Terri Lyne Carrington (1965), Amerikaans jazzdrummer, componist en producent
- Lizette Carrion (1972), Amerikaans actrice
- Adam Carroll (1982), Noord-Iers autocoureur
- Janet Carroll (1940-2012), Amerikaans actrice en zangeres
- Lewis Carroll (1832-1898), Brits schrijver
- Mike Carroll (1975), Amerikaans skateboarder
- Nancy Carroll, pseudoniem van Ann Veronica LaHiff (1903-1965), Amerikaans actrice
- Pat Carroll (1927-2022), Amerikaans (stem)actrice
- Coby Carrozza (2001), Amerikaans zwemmer
- Danielle Carruthers (1979), Amerikaans atlete
- Johnny Carson (1925-2005), Amerikaans televisiepresentator
- Johnny Carson (1933-2010), Amerikaans muziekpromotor
- Patricia Carson (1929), Brits-Belgisch historica en auteur
- Karl Carstens (1914-1992), Duits politicus en bondspresident
- Margit Carstensen (1940-2023), Duits actrice
- Peter Harry Carstensen (1947), Duits landbouwkundige en politicus
- Jan Carstensz (begin 17e eeuw), Nederlands ontdekkingsreiziger
- Fabio Carta (1977), Italiaans shorttracker
- Marco Carta (1985), Italiaans zanger
- Aaron Carter (1987-2022), Amerikaans zanger
- Alan Carter (1964), Brits motorcoureur
- Alex Carter (1964), Canadees acteur
- Ali Carter (1979), Engels snookerspeler
- Alvin Pleasant Delaney Carter (1891-1960), Amerikaans bluegrass-musicus
- Ash Carter (1954-2022), Amerikaans politicus
- Barry Eugene Carter (1944-2003), bekend als Barry White, Amerikaans soulzanger en muziekproducer
- Dai Carter (1989), Nederlandse oud-commando, televisiepersoonlijkheid, spreker, schrijver en voormalig acteur
- Dixie Carter (1939-2010), Amerikaanse actrice
- Finn Carter (1960), Amerikaans actrice
- Howard Carter (1874-1939), Brits archeoloog
- Jason Carter (1960), Brits acteur
- Jimmy Carter (1924-2024), 39e president van de Verenigde Staten (1977-1981)
- Joanne Carter (1980), Australisch kunstschaatsster
- Joelle Carter (1972), Amerikaans actrice en model
- John Carter (1927-2015), Amerikaans acteur en filmregisseur
- Michelle Carter (1985), Amerikaans atlete
- Michael (Mike) Carter (1963), Amerikaans wielrenner
- Neal Carter (1923), Amerikaans autocoureur
- Nesta Carter (1985), Jamaicaans atleet
- Pancho Carter (1950), Amerikaans autocoureur
- Rosalynn Carter (1927-2023), Amerikaans first lady, echtgenote Jimmy Carter
- Shawn Corey Carter (1969), bekend als Jay-Z, Amerikaans rapper, labelbaas en muziekproducent
- Terry Carter, pseudoniem van John E. DeCoste (1928-2024), Amerikaans acteur
- Xavier Carter (1985), Amerikaans atleet
- Henri Cartier-Bresson (1908-2004), Frans fotograaf
- Louise Carton (1994), Belgisch atlete
- Adrian Paul Ghislain Carton de Wiart (1880-1963), Belgisch-Iers officier
- Etienne Carton de Wiart (1898-1948), Belgisch bisschop (1945-1948)
- Henri Victor Marie Ghislain (Henry) Carton de Wiart (1869-1951), Belgisch politicus
- Marie Guillaume Paul Cartuyvels (1872-1940), Belgisch politicus en burgemeester
- Pierre Cartuyvels (1965), Belgisch politicus en diplomaat
- Nancy Campbell Cartwright (1957), Amerikaans actrice, comédienne en stemactrice
- Sharlene Cartwright-Robinson (1971), politica in Turks- en Caicoseilanden
- Veronica Cartwright (1949), Engels actrice
- John Joseph Carty (1861-1932), Amerikaans elektrotechnicus en bestuurder
- Fabiano Caruana (1992), Amerikaans-Italiaans schaker
- Daphne Caruana Galizia (1964-2017), Maltees journaliste, schrijfster en anticorruptie-activiste
- Marcus Aurelius Carus (224/230-283), Romeins keizer (282-283)
- Enrico Caruso (1873-1921), Italiaans operazanger
- Francisco S. Carvajal (1870-1932), president van Mexico (1914)
- Evaristo Carvalho (1941-2022), Santomees politicus
- Florian Carvalho (1989), Frans atleet
- Hester Carvalho (1964) Nederlands muziekjournalist en auteur
- João de Sousa Carvalho (1745-1798), Portugees componist
- Ricardo Alberto Silveira Carvalho (1978), Portugees voetballer
- Caitlin Carver (1992), Amerikaans actrice
- Diana Serra Cary (1918), bekend als Baby Peggy, Amerikaans actrice
- Jean Carzou (1907-2000), Frans kunstenaar van Armeense afkomst

## Cas

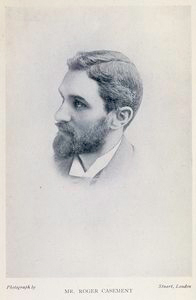
Roger Casement

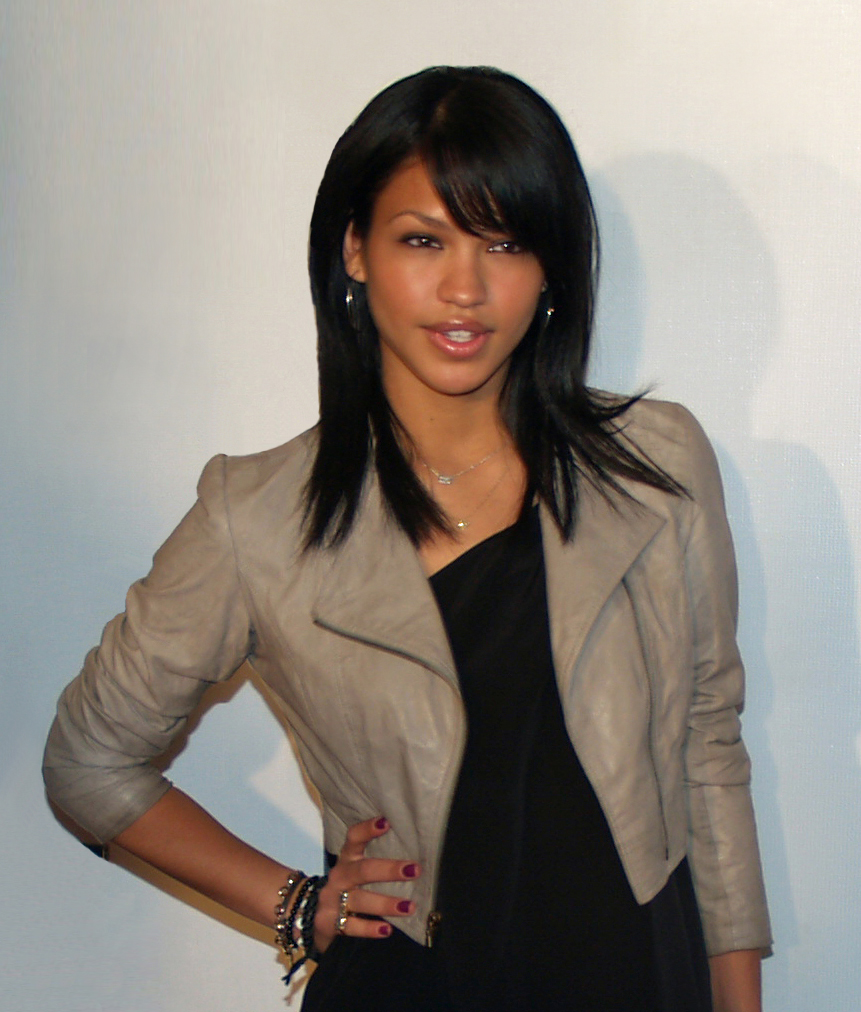
Cassie

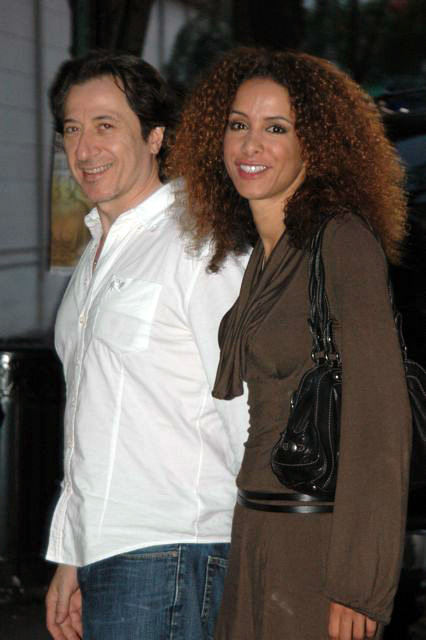
Federico Castelluccio (links)

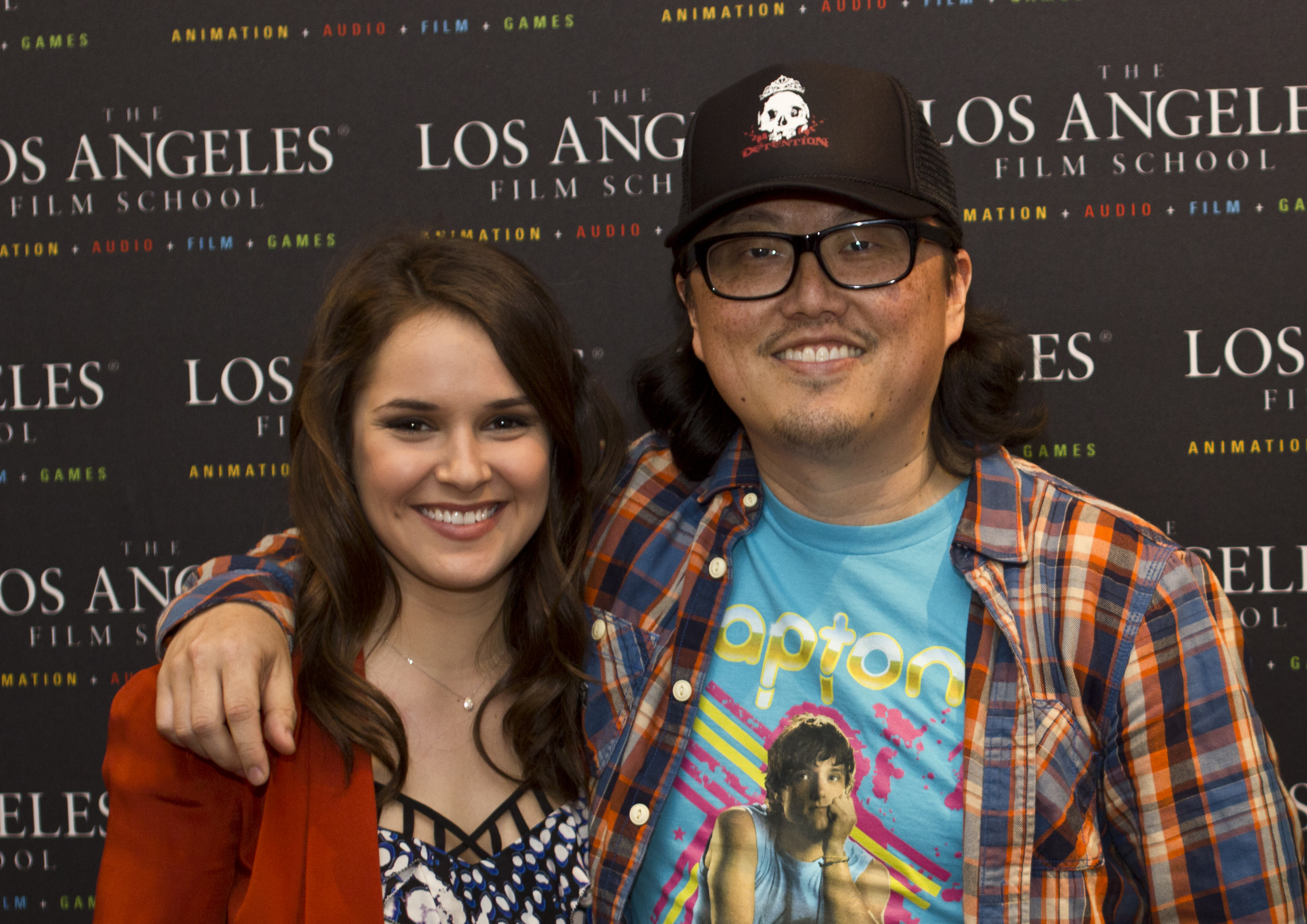
Shanley Caswell (links), 2012

- Mattia Casadei (1999), Italiaans motorcoureur
- Gisèle Casadesus (1914-2017), Frans actrice
- Arturo Casado (1983), Spaans atleet
- Pablo Casals (1876-1973), Spaans cellist en dirigent
- Rosemary (Rosie) Casals (1948), Amerikaans tennisster
- Cristina Casandra (1977), Roemeens atlete
- Abraham González Casanova (1985), Spaans voetballer
- Achille Casanova (1941), Zwitsers politicus
- Bruno Casanova (1964), Italiaans motorcoureur
- Elisa Casanova (1973), Italiaans waterpolospeelster
- Giacomo Casanova (1725-1798), Italiaans avonturier
- Sandy Casar (1979), Frans wielrenner
- Giuseppe Casari (1922-2013), Italiaans voetbaldoelman
- Bartolomé de las Casas (1474-1566), Spaans geestelijke
- Isidro Faine Casas, Spaans topfunctionaris en ondernemer
- Shaine Casas (1999), Amerikaans zwemmer
- Abraham González Casavantes (1864-1913), Mexicaans politicus
- Giovanni Caselli (1815-1891), Italiaans abt, natuurkundige en uitvinder
- Roger Casement, geboren als Ruairí Mac Easmainn (1864-1961), Iers dichter, patriot, revolutionair en nationalist
- Ken Casey, Amerikaans muzikant
- Johnny Cash (1932-2003), Amerikaans countryzanger
- Iker Casillas (1981), Spaans voetballer
- Salvador Vega Casillas (1961), Mexicaans politicus
- Hendrik Casimir (1909-2000), Nederlands natuurkundige
- Rommert Casimir (1877-1957), Nederlands opvoedkundige en onderwijsvernieuwer
- Andrea Casiraghi (1984), Monegaskisch prins
- Philip Casnoff (1949), Amerikaans acteur, filmregisseur en filmproducent
- Nancy Caslo (1968), Vlaams volksvertegenwoordigster
- Paolo Casoli (1965), Italiaans motorcoureur
- Andre Cason (1969), Amerikaans atleet
- Billy Casper (1931-2015), Amerikaans golfer en golfbaanontwerper
- Jimmy Casper (1978), Frans wielrenner
- Linda Ty-Casper (1931), Filipijns schrijfster
- Loek Caspers, pseudoniem van Nellie Cato Caspers (1924-2019), Nederlands verzetsstrijdster
- Solano Cassamajor (1995), Belgisch acrogymnast
- A.M. Cassandre, pseudoniem van Adolphe Jean-Marie Mouron (1901-1968), Frans kunstschilder, grafisch vormgever en grafisch ontwerper
- Mary Cassatt (1844-1926), Amerikaans schilder
- Max Casella (1967), Amerikaans acteur
- Mattia Casse (1990), Italiaans alpineskiër
- Antonio Cassese (1937-2011), Italiaans rechter en hoogleraar
- Marco Cassetti (1977), Italiaans voetballer
- Johannes Cassianus (ca. 360-435), monnik
- David Cassidy (1950-2017), Amerikaans zanger en gitarist
- Nick Cassidy (1994), Nieuw-Zeelands autocoureur
- Orlagh Cassidy (1968), Amerikaans actrice
- Patrick Cassidy (1962), Amerikaans acteur
- Raquel Cassidy (1968), Brits actrice
- Sonya Cassidy (1987/1988), Brits actrice
- Cassie Ventura (1986), Amerikaans zangeres
- Jean l'Evesque de la Cassière (1502-1581), grootmeester van de Orde van Malta
- Alex Cassiers (1936-2012), Vlaams acteur
- Jef Cassiers (1929-1987), Belgisch acteur, komiek en filmregisseur
- Jean-Jacques Cassiman' (1943-2022), Belgisch wetenschapper
- Giovanni Cassini (1625-1712), Italiaans astronoom en ingenieur
- Jacques Cassini (1677-1756), Frans astronoom en sterrenkundige
- Cassius Dio (ca. 200), Grieks-Romeins geschiedschrijver
- Spurius Cassius Vecellinus (5e eeuw v.Chr.), consul van Rome
- Luc Castaignos (1992), Nederlands voetballer
- Sandrino Castec (1960-2024), Chileens voetballer
- Steven Casteele (1994), Belgisch atleet
- Alexianne Castel (1990), Frans zwemster
- Charles-Irénée Castel, Abbé de Saint Pierre (1658-1743), Frans politiek filosoof
- Sonja Castelein (1954), Belgisch atlete
- Guno Castelen (1962), Surinaams politicus
- Paul de Faget de Casteljau (1930-2022), Frans natuurkundige en wiskundige
- Robert de Castella (1957), Australisch atleet
- Francesco Castellacci (1987), Italiaans autocoureur
- Dan Castellaneta (1957), Amerikaans acteur
- Daniel Castellani (1961), Argentijns volleyballer en volleybalcoach
- Ramón José Castellano (1903-1979), Argentijns bisschop
- Absalón Castellanos Domínguez (1923), Mexicaans militair en politicus
- Queralt Castellet (1989), Spaans snowboardster
- Marissa Castelli (1990), Amerikaans kunstschaatsster
- Guido di Castello (+1144), bekend als paus Celestinus II, paus (1143-1144)
- Alexianne Castel (1990), Frans zwemster
- Henri Castel (1918-2009), Belgisch syndicalist, vakbondsbestuurder en politicus
- Lily Castel (1937), Belgisch zangeres
- Federico Castelluccio (1964), Italiaans/Amerikaans acteur, filmregisseur, filmproducent, scenarioschrijver en kunstschilder
- Oscar Castelo (1903-1982), Filipijns jurist en politicus
- Francisco de Castel Rodrigo (1610-1675), Spaans edelman, onderkoning van Sardinië en Catalonië, landvoogd van de Zuidelijke Nederlanden
- Manuel de Castel Rodrigo (1590-1651), Spaans edelman, landvoogd van de Zuidelijke Nederlanden
- Alex Geert Castermans (1968), Nederlands jurist
- Goffredo Castiglione (+1241), bekend als paus Celestinus IV, paus (1241)
- Francesco Saverio Castiglioni (1761-1830), bekend als paus Pius VIII, Italiaans paus (1829-1830)
- Carles Castillejo (1978), Spaans atleet
- Jairo Castillo (1977), Colombiaans voetballer
- Zoila Augusta Emperatriz Chavarri del Castillo (1922-2008), bekend als Yma Súmac, Peruviaans zangeres
- Nick Castle (1947), Amerikaans filmregisseur en acteur
- Kristi Castlin (1988), Amerikaans atlete
- Marco Casto (1972), Belgisch voetballer en voetbaltrainer
- Pura Santillan-Castrence (1905-2007), Filipijns schrijfster en diplomate
- Ángel Castresana (1972), Spaans wielrenner
- Frits Castricum (1947), Nederlands politicus
- Dionísio Castro (1963), Portugees atleet
- Domingos Castro (1963), Portugees atleet
- Fidel Castro (1926-2016), Cubaans revolutionair en politicus, president van 1976 tot 2008
- Israel Castro (1980), Mexicaans voetballer
- Shanley Caswell (1991), Amerikaans actrice
- Carlos Caszely (1950), Chileens voetballer

## Cat

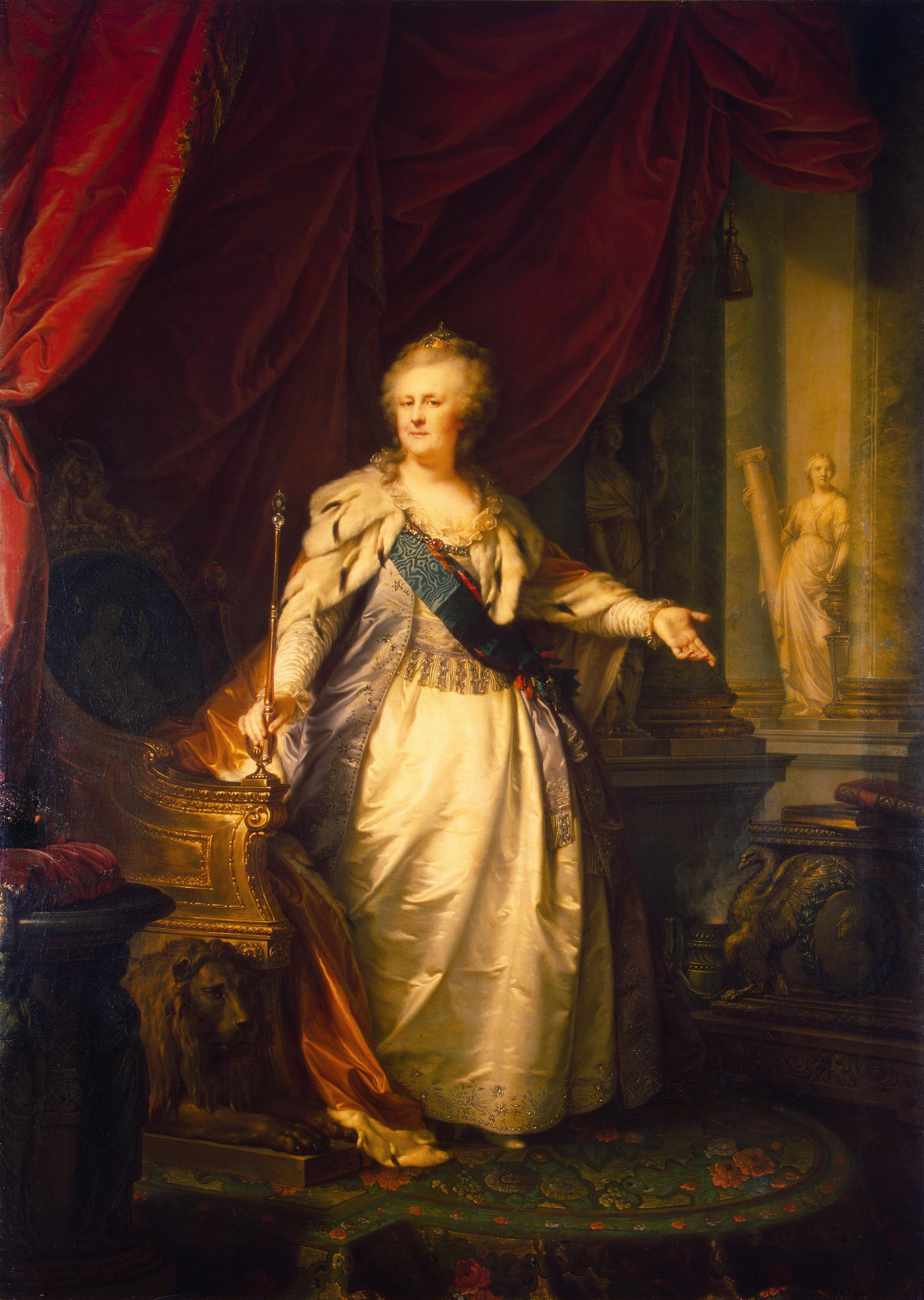
Catharina de Grote

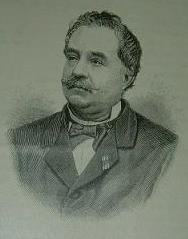
J.F.A. Cateau van Rosevelt

- Giambattista Catagna (1521-1590), bekend als paus Urbanus VII, paus (1590)
- Eugène Charles Catalan (1814-1894), Belgisch wiskundige
- Daniel Catán (1949-2011), Mexicaans componist
- C.C.Catch, pseudoniem van Caroline Catherine Müller (1964), Nederlands-Duits disco- en dance-zangeres
- Henk ten Cate (1954), Nederlands voetballer en voetbaltrainer
- Laurens ten Cate (1922-1984), Nederlands/Fries journalist en publicist
- Ritsaert ten Cate (1938-2008), Nederlands theatervernieuwer en kunstenaar
- Johan Cateau van Rosevelt (1823-1891), Nederlands bestuurder in Suriname
- Mark Catesby (1682-1749), Engels natuuronderzoeker, tekenaar en ontdekkingsreiziger
- Kees Cath (1921-2012), Nederlands onderwijsbestuurder
- Catharina I (1683-1727), keizerin van Rusland (1725-1727)
- Catharina II (de Grote) (1729-1796), keizerin van Rusland (1762-1796)
- Catharina van Bragança (1638-1705), Portugees prinses en echtgenote van koning Karel II van Engeland
- Catharina van Nassau-Beilstein († 1459), regentes van Hanau-Münzenberg (1452-1458)
- Catharina van Randerode († 1415), Duitse adellijke vrouw
- Catharina van Valois (1428-1446), echtgenote van Karel de Stoute
- Ethel Catherwood (1908-1987), Canadees atlete
- Reg E. Cathey (1958-2018), Amerikaans acteur
- Silvio Cator, Haïtiaans atleet
- Maud Catry (1990), Belgisch volleybalster
- Jacob Cats (1577-1660), Nederlands dichter, jurist en politicus
- Nick Catsburg (1988), Nederlands autocoureur
- Raymond Bernard Cattell (1905-1998), Brits psycholoog
- Wim Cattel (1941-2023), Nederlands burgemeester
- Lee Cattermole (1988), Engels voetballer
- Paul Cattermole (1977-2023), Brits zanger
- Clem Cattini (1937), Brits drummer
- Kim Cattrall (1956), Amerikaans actrice en schrijfster
- Anuța Cătună (1968), Roemeens atlete
- Caroline Catz (1970), Engels actrice

## Cau
- Jean Cau (1925-1993), Frans schrijver
- Jan Caubergs (1930), Belgisch politicus
- Paul Cauchie (1875-1952), Belgisch architect
- Augustin Louis Cauchy (1789-1857), Frans wis- en natuurkundige
- Alphonse (Gaston) Caudron (1882-1915), Frans luchtvaartpionier
- Ben Caudron (1965), Belgisch socioloog
- Jean Caudron (1895-1963), Belgisch voetballer
- Jan Caudron (1937-2023), Belgisch politicus
- Frédéric Caudron (1968), Belgisch carambolebiljartspeler
- Marc Caudron (1929-2006), Belgisch hoogleraar en geestelijke
- Pepijn Caudron (1975), Belgisch acteur, componist, muzikant en dj
- René Caudron (1884-1959), Frans luchtvaartpionier
- Jacques Caufrier (1942-2012), Belgisch sportbestuurder
- Maxwell Caulfield (1959), Engels acteur
- Jimmy Cauty (1956), Brits muzikant en kunstenaar
- Emmanuel Cauvin (1771-1841), lid van het Belgisch Nationaal Congres
- Raoul Cauvin (1938-2021), Belgisch scenarioschrijver van stripverhalen
- Chris Cauwenberghs (1947-2025), Belgisch acteur
- Jean-Claude van Cauwenberghe (1944), Belgisch politicus

## Cav
- Diego Cavalieri (1982), Braziliaans voetballer (doelman)
- Samuele Cavalieri (1997), Italiaans motorcoureur
- Martina Cavallero (1990), Argentijns hockeyster
- Francesco Cavalli (1602-1676), Italiaans componist
- Roberto Cavalli (1940-2024), Italiaans modeontwerper
- Marie Agathe Odile Cavallier (1976), Frans prinses van Denemarken, gravin van Monpezat
- Tiberius Cavallo (1749-1809), Italiaans natuurkundige en natuurfilosoof
- Christian Cavanagh (1667-1739), vrouwelijke militair
- Megan Cavanagh (1960), Amerikaans (stem)actrice
- Steve Cavanagh (1976), Noord-Iers advocaat en schrijver
- Michael Cavanaugh (1942), Amerikaans acteur
- Osvaldo Cavandoli (1920), Italiaans cartoonist
- Silverio Cavazos (1967-2010), Mexicaans politicus
- Jessie Cave (1987), Engels actrice
- Nick Cave (1957), Australisch musicus
- Mark Cavendish (1985), Brits wielrenner
- Benjamin Cavet (1994), Frans freestyleskiër
- Dick Cavett (1936), Amerikaans presentator
- Milorad Čavić (1984), Servisch zwemmer
- Jim Caviezel (1968), Amerikaans acteur
- Mauro Caviezel (1993), Zwitsers alpineskiër

### Caw
- Rex Cawley (1940-2022), Amerikaans atleet

## Cax
- William Caxton (1422-1491), Brits drukker

## Cay
- André Cayatte (1909-1989), Frans filmregisseur en scenarist
- Alan Peter Cayetano (1970), Filipijns senator
- Pia Cayetano (1966), Filipijns senator
- Rene Cayetano (1934-2003), Filipijns senator
- Jimmy Cayne (1934-2021), Amerikaans bridgespeler en zakenman
- Eric Cayrolle (1962), Frans autocoureur

## Caz
- Laurent Cazenave (1978), Frans autocoureur
- Santi Cazorla (1984), Spaans voetballer